# ジェイ・アール北海道バス
ジェイ・アール北海道バス株式会社（ジェイ・アールほっかいどうバス） は、北海道札幌市西区二十四軒に本社を置く企業。北海道旅客鉄道（JR北海道）の完全子会社。札幌圏を中心にバス事業などを営むJRバスの一つ。

## 概要
札幌市内を中心に路線バスや都市間バスを運行するほか、貸切バス事業も行っている。国鉄バス時代から札幌市郊外の手稲区・厚別区などを中心に住宅地と都心部を結ぶ生活輸送を事業の中心に据えており、現在でも一般路線車の所属台数はJRバスグループの中で最も多い。さらに2003年（平成15年）4月1日に廃止された札幌市営バスより琴似自動車営業所を譲受し、札幌市内のバス路線網では北海道中央バスに次ぐ高い割合を占めている。その一方で鉄道の補完路線として開設された地方バス路線は、業績の低迷から現地の事業者へ相次いで譲渡された。

## 沿革

### 分社前

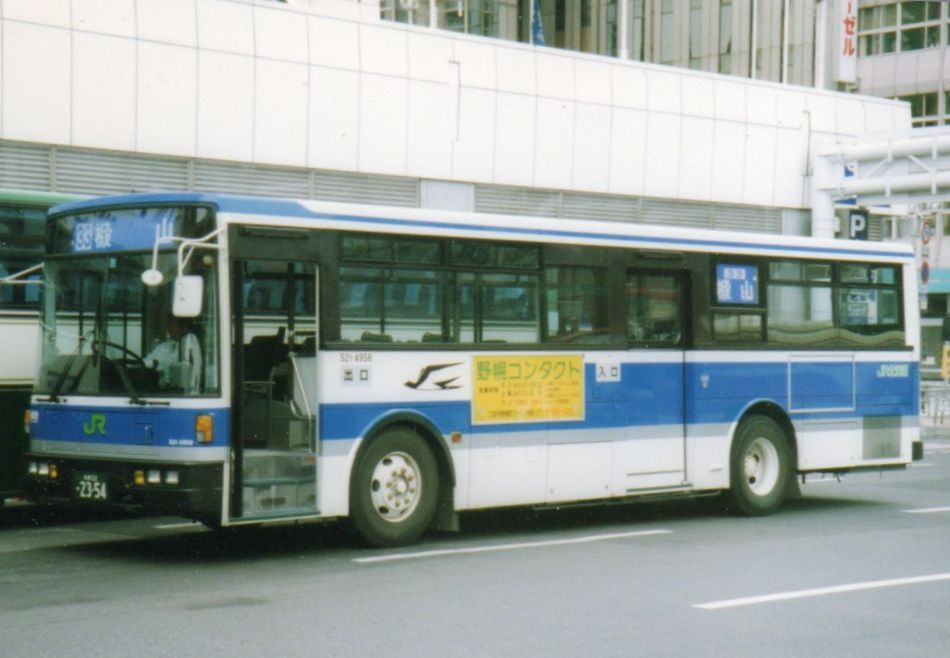
JR北海道バス 521-4956（撮影当時はJR北海道直営）

- 1987年（昭和62年）4月1日：日本国有鉄道（国鉄）の分割民営化に伴い、北海道地区の国鉄バスを北海道旅客鉄道自動車事業部（JR北海道バス）に移管。
- 1990年（平成2年）4月27日：函館自動車営業所開設[2]。
- 1995年（平成7年）9月4日：北海道旅客鉄道（JR北海道）深名線廃止に伴う代替路線（JR北海道バス深名線）開設のため、深川自動車営業所開設。
- 1996年（平成8年）3月31日：伊達自動車営業所廃止。道南バスに業務譲渡。
- 1997年（平成9年）12月10日：厚岸自動車営業所廃止。くしろバスに業務譲渡。
- 1998年（平成10年）11月1日：函館自動車営業所廃止[3]。
- 1999年（平成11年）1月18日：帯広自動車営業所を廃止し[3]、十勝バス・北海道拓殖バスに業務譲渡[4]。

### 分社後
- 2000年（平成12年）4月1日：北海道旅客鉄道（JR北海道）から分社し、ジェイ・アール北海道バス営業開始[報道 1][5][注 1]。札幌自動車営業所を手稲営業所、札幌中央自動車営業所を札幌営業所に名称変更。
- 2002年（平成14年）10月1日：深名線と深川営業所を道北バスへ運行管理委託。
- 2003年（平成15年）
  - 3月1日
    - 岩見沢営業所廃止。北海道中央バス・新篠津交通・岩見沢市営バス・美唄市民バス[注 2] に路線譲渡。
    - 滝川営業所廃止。北海道中央バス・浦臼町営バス・沼田町営バスに路線譲渡。
    - 長恵線の長沼町内区間を長沼町営バスへ譲渡。
    - 日勝線の一部区間を、地元自治体からの受託運行（廃止代替バス - 21条バス）とする。

  - 4月1日：札幌市交通局から札幌市営バスの琴似自動車営業所担当の路線・車輌・建物等を引継ぎ、「ジェイ・アール北海道バス琴似営業所」として営業を開始する[6]。
- 2004年（平成16年）4月1日：北海道初の女性専用バスを運行開始[7][8]。
- 2007年（平成19年）3月12日：本社を東区から中央区に移転。
- 2011年（平成23年）11月1日：貸切バス事業者安全性評価認定にて1つ星に認定。
- 2013年（平成25年）9月19日：貸切バス事業者安全性評価認定にて2つ星に認定。
- 2014年（平成26年）11月25日：本社を中央区から西区の琴似営業所敷地内に移転。
- 2015年（平成27年）9月15日：貸切バス事業者安全性評価認定にて3つ星に認定。
- 2018年（平成30年）8月：平成30年7月豪雨に伴う災害復旧支援のため、JR西日本の要請により呉線代行バス応援として貸切バス2台と乗務員を派遣[9][10]。
- 2020年（令和2年）4月1日：JR北海道グループ企業の札新開発株式会社を吸収合併。同社が運営していた桑園自動車学校の運営を開始[11][12]。
- 2022年（令和4年）
  - 3月31日：札幌営業所、長沼営業所閉所。
  - 4月1日：北広島営業所開所。
  - 6月1日：日勝線で交通系ICカードのサービス開始。
- 2023年（令和5年）
  - 10月1日：札幌駅バスターミナルの一時閉鎖により仮設乗降場に移動[13]。同時にバスチケットセンターアピア店をバスチケットセンター札幌駅前北三条店へ移転[14]。なお、ジェイ・アール北海道バスは、11番乗り場～16番乗り場を使用する[13]。
  - 10月16日：バスチケットセンター新札幌店をバスチケットセンター新札幌デュオ店に移転[14][15]。

## 事業所

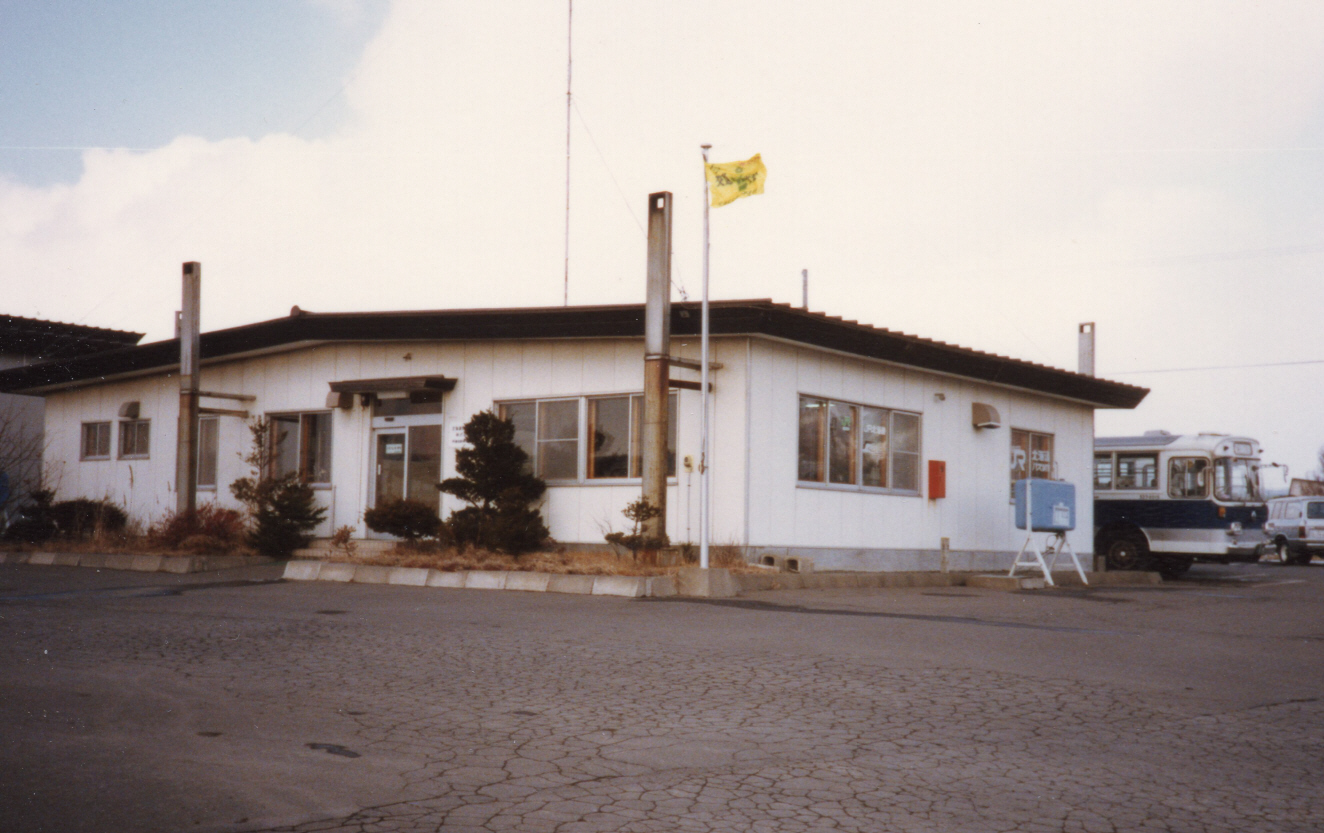
伊達自動車営業所
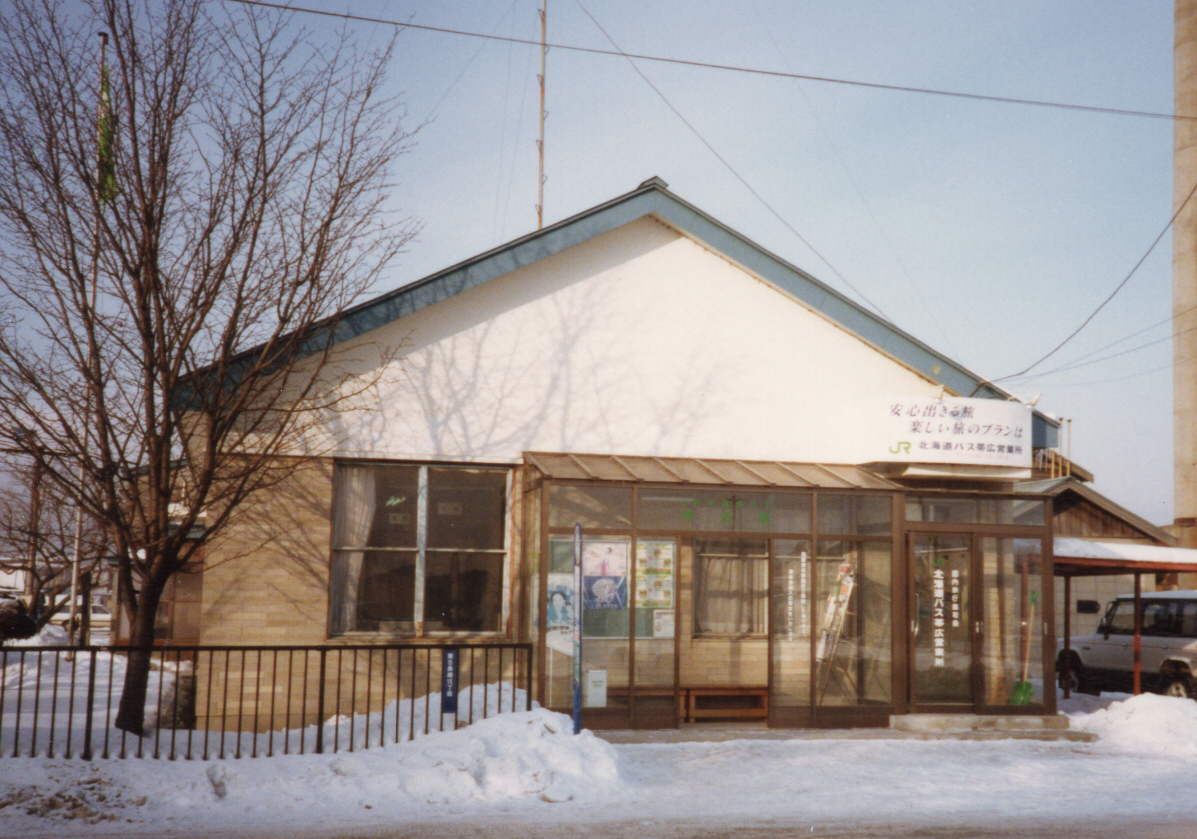
帯広自動車営業所
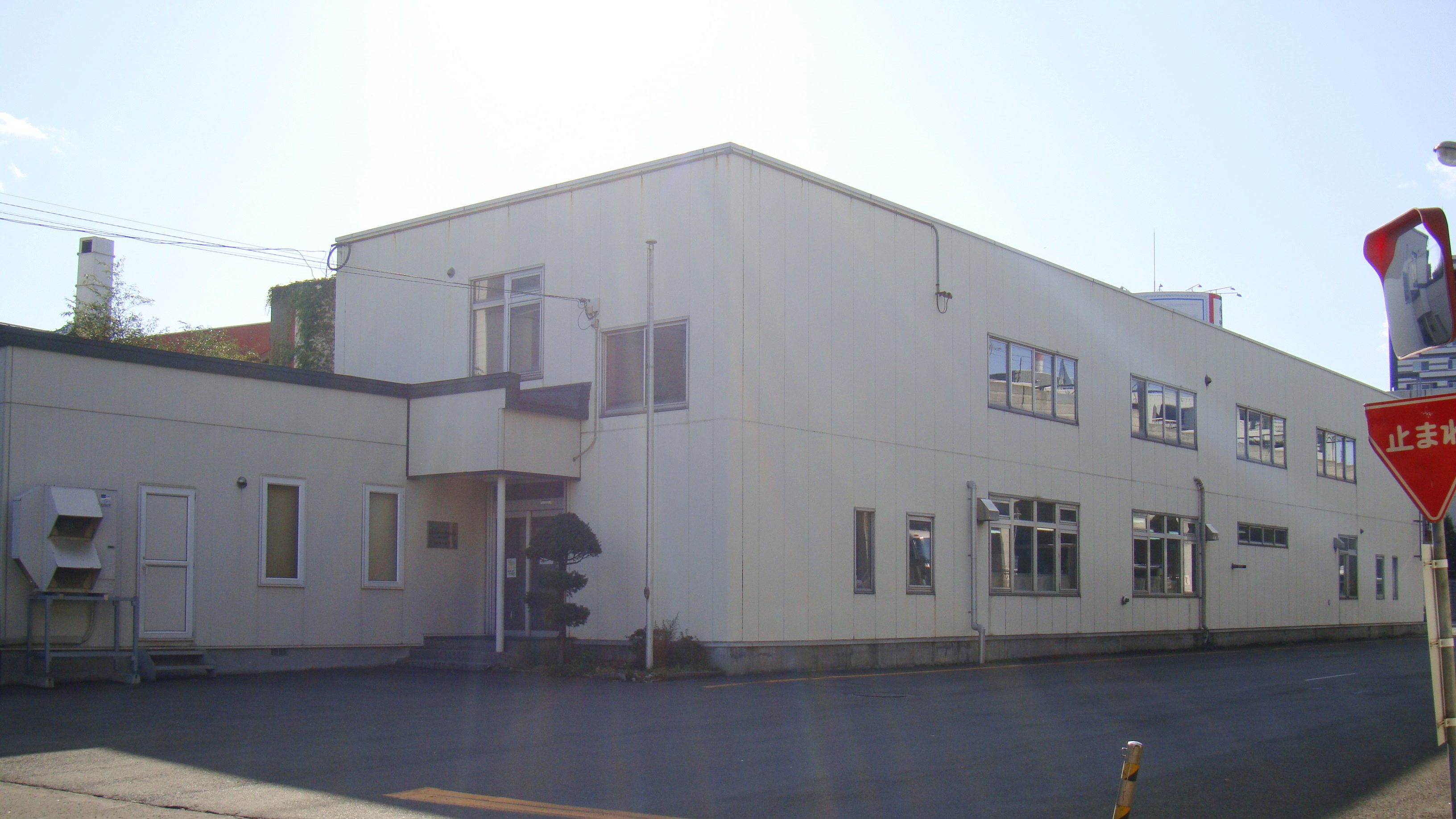
札幌営業所
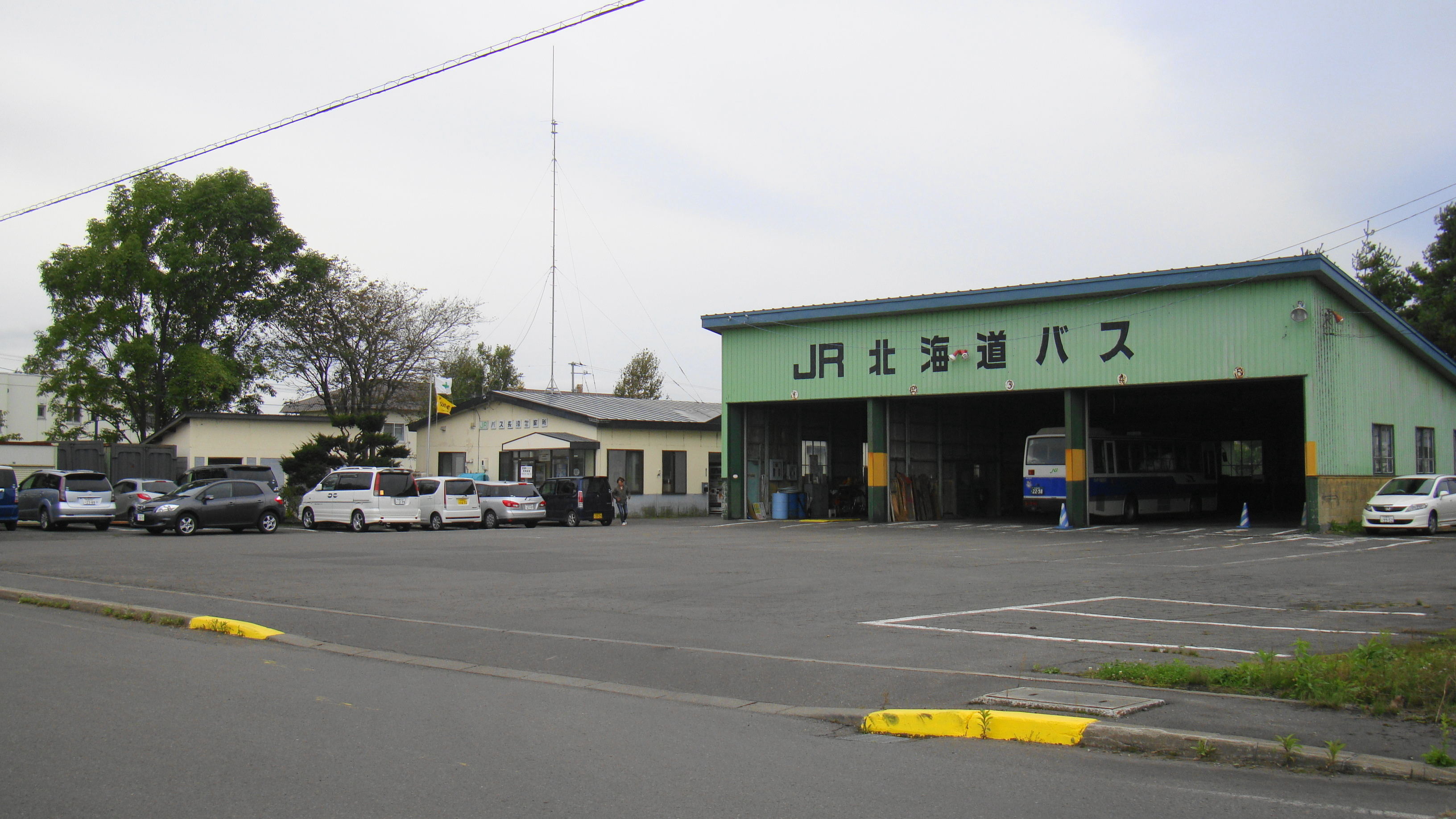
長沼営業所

すべて北海道に所在。
本社
札幌市西区二十四軒2条7丁目1-26

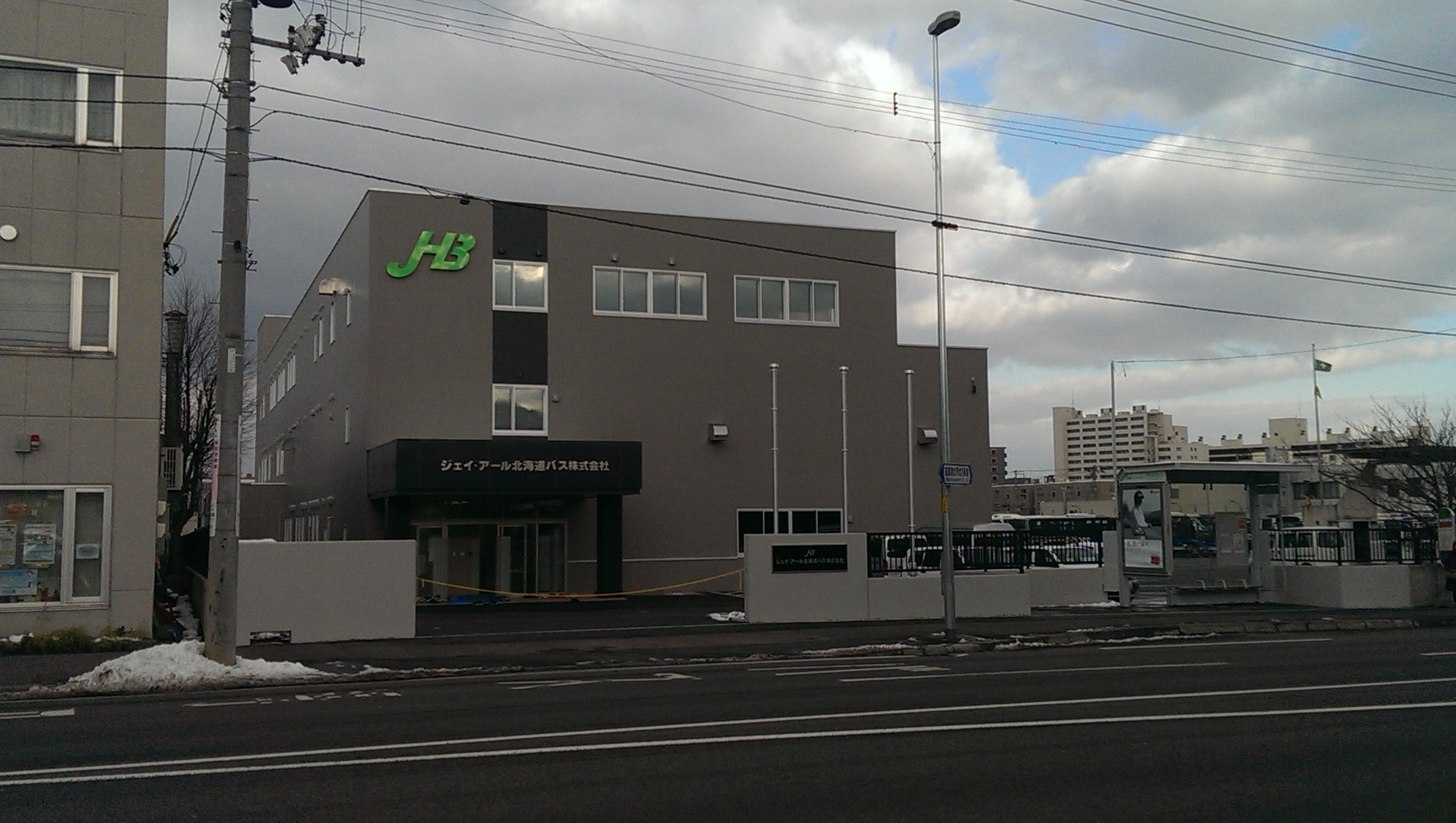
本社新社屋
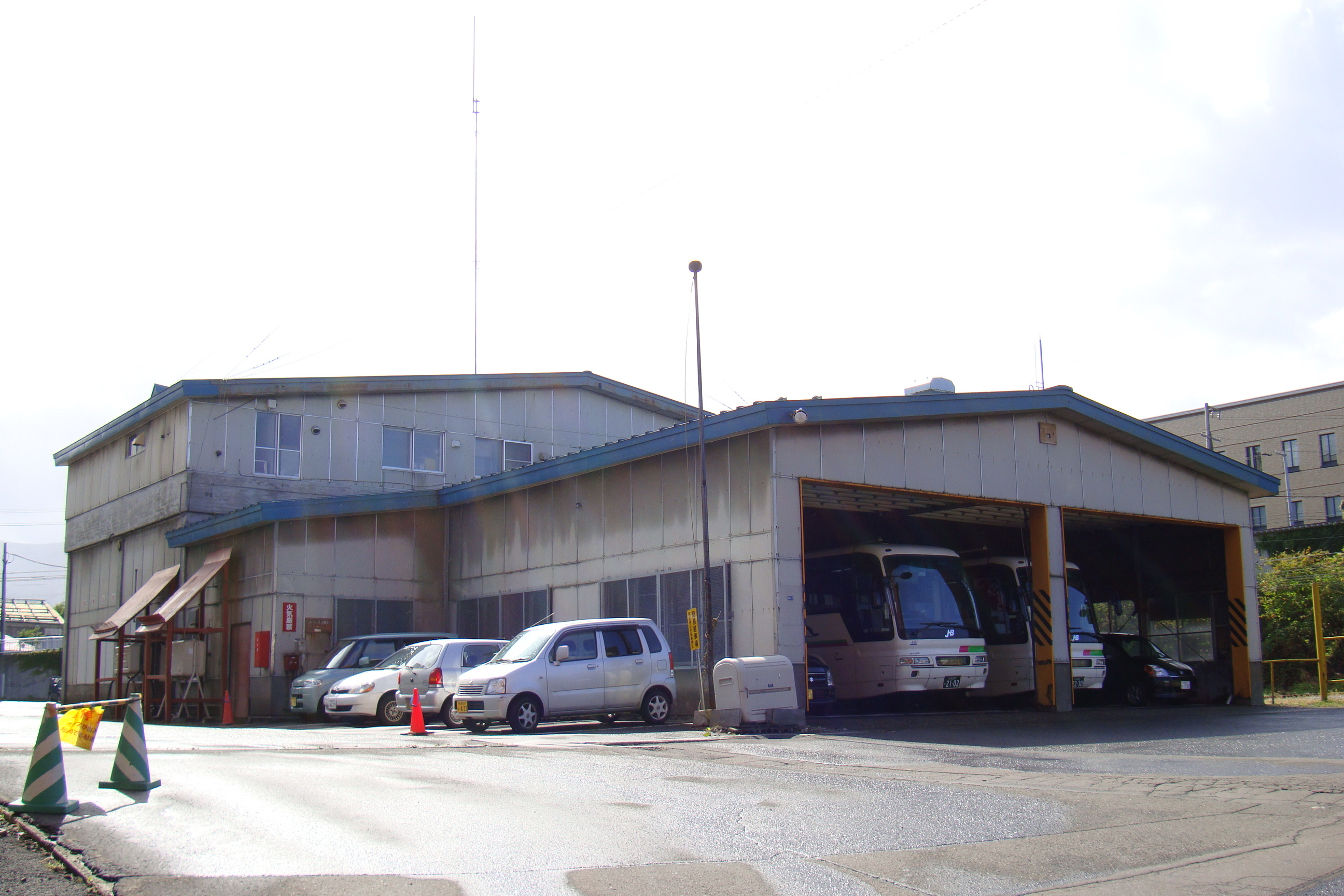
琴似営業所の敷地内に所在。営業本部、整備センターなどを併設。
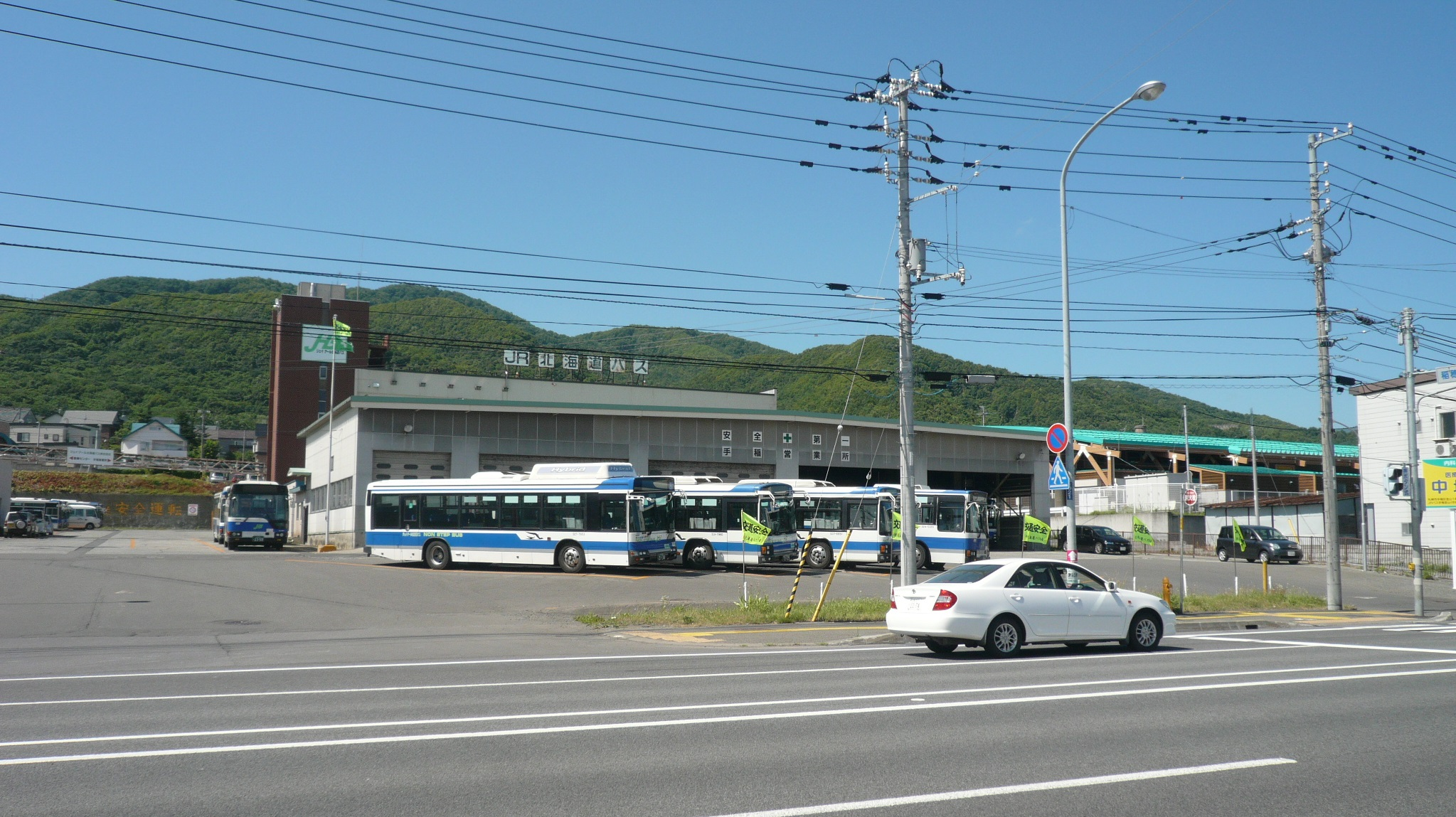
手稲営業所
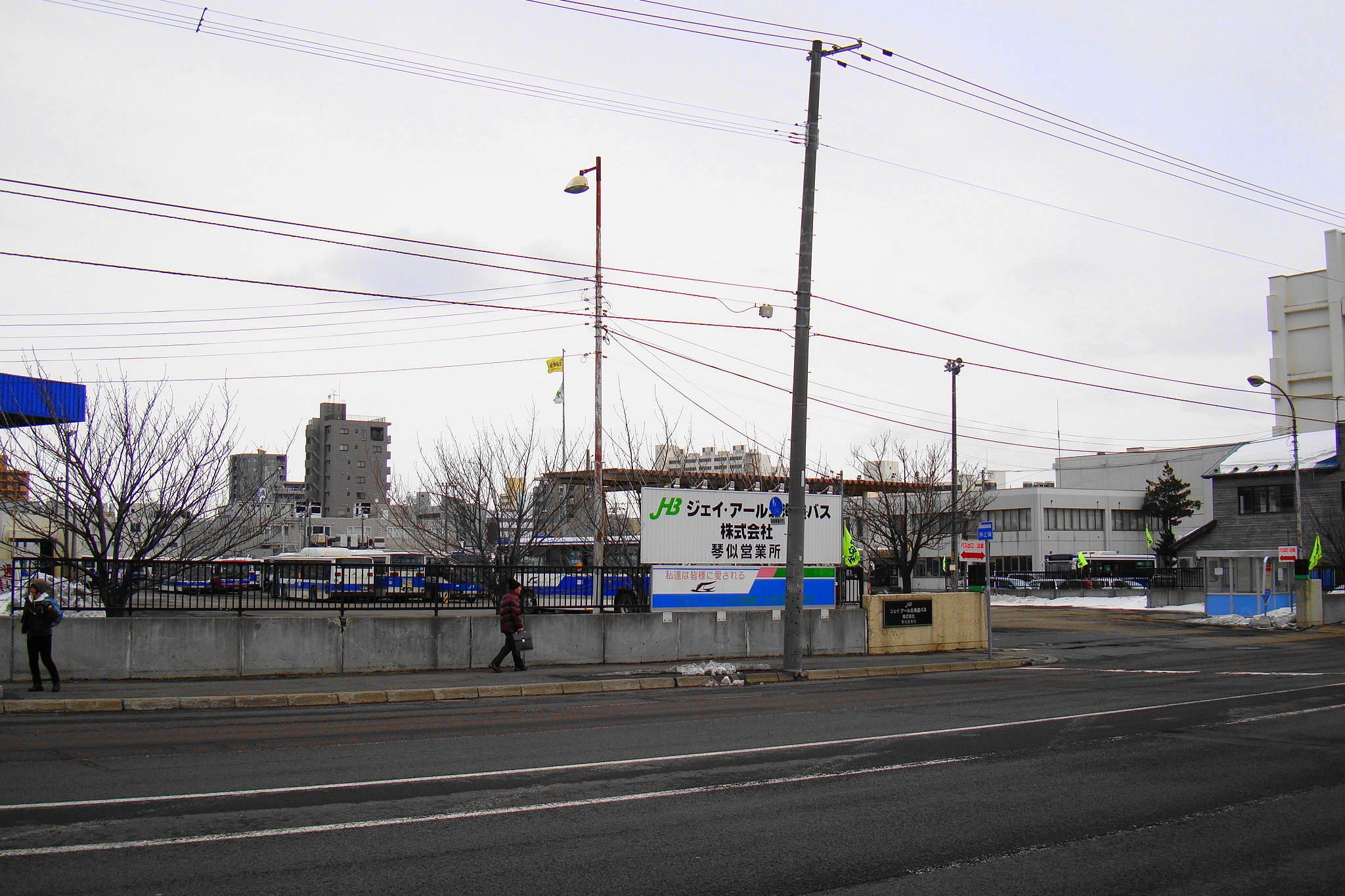
琴似営業所
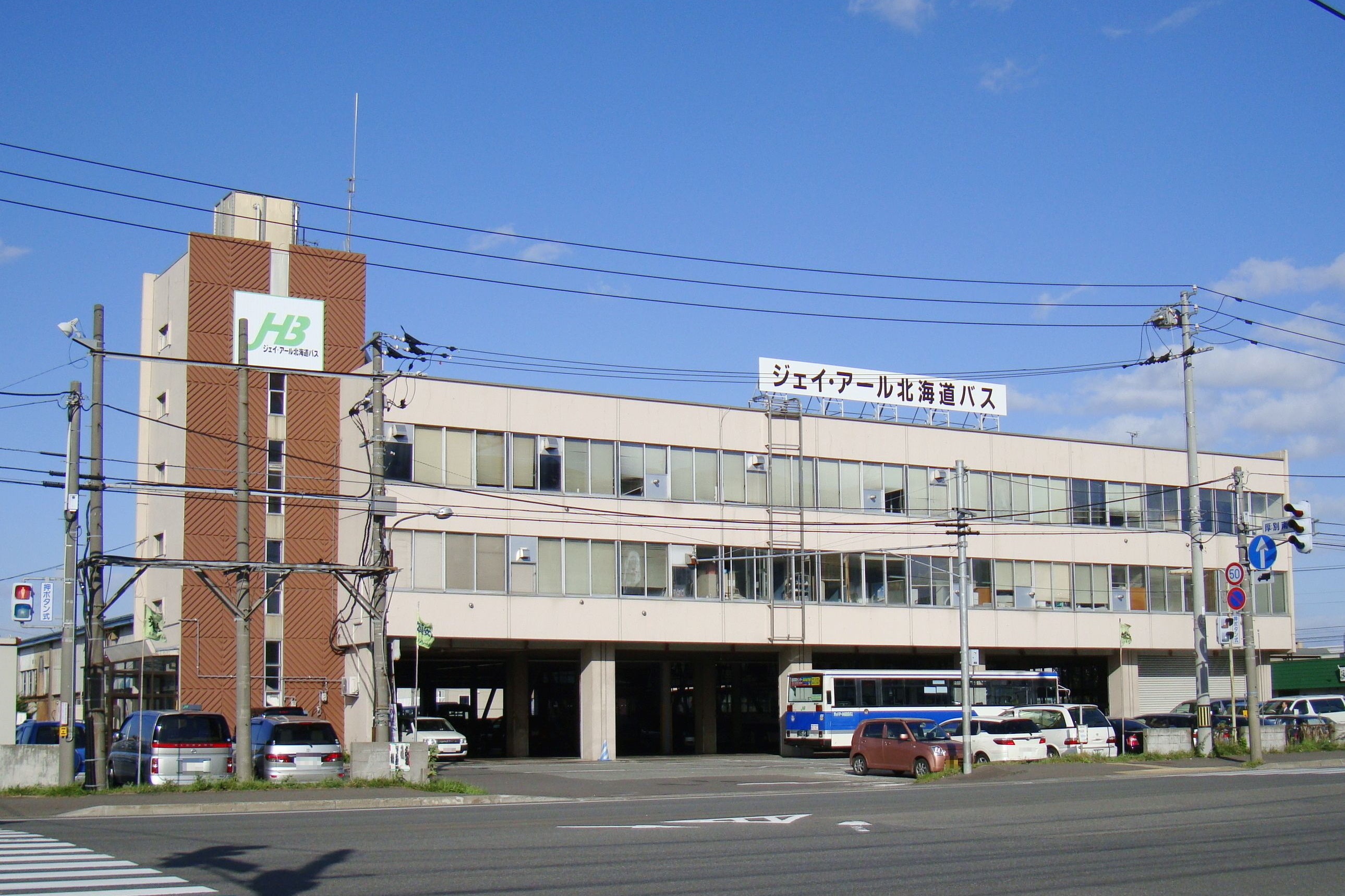
厚別営業所
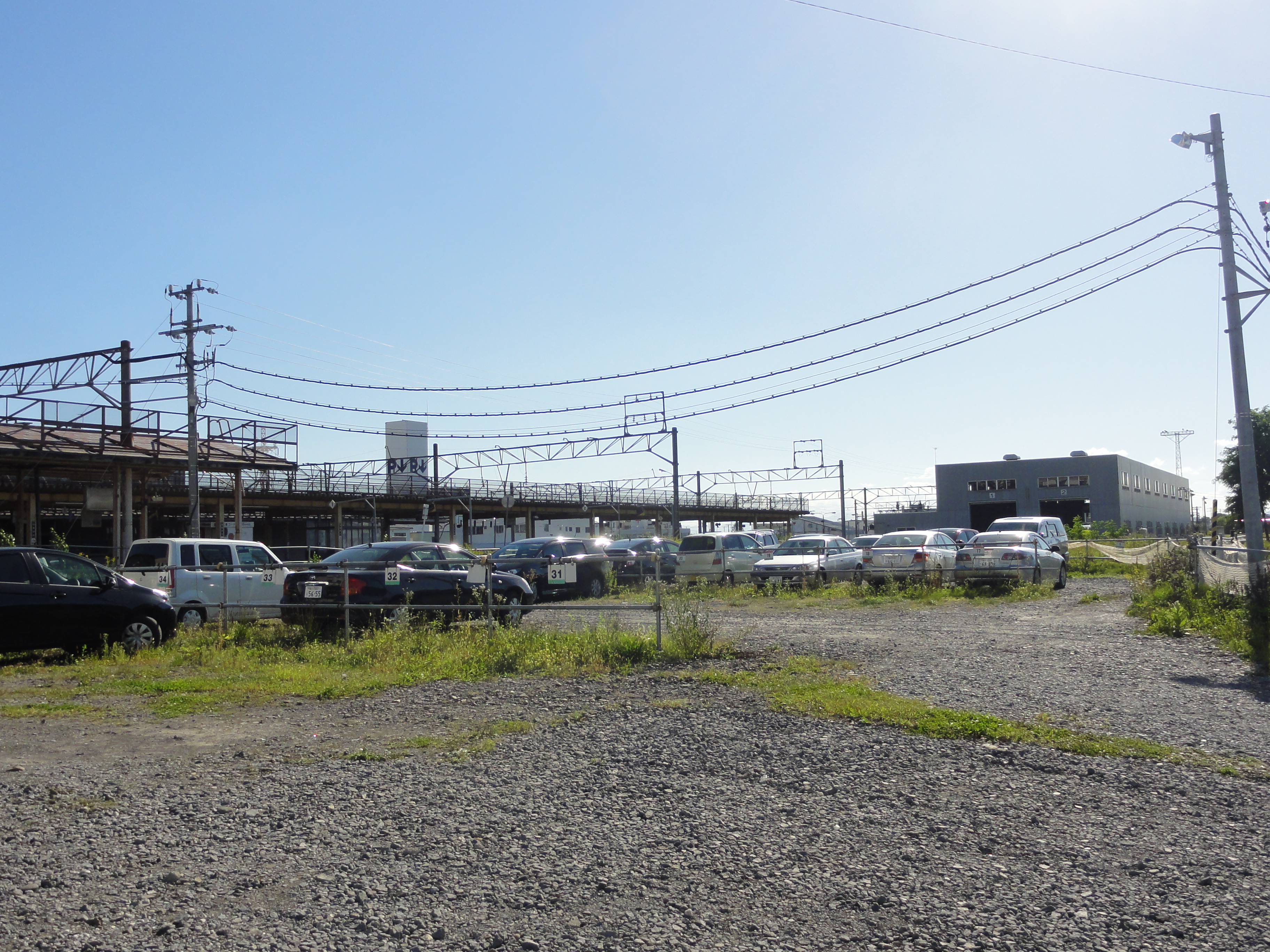
深川営業所（右奥の建物）
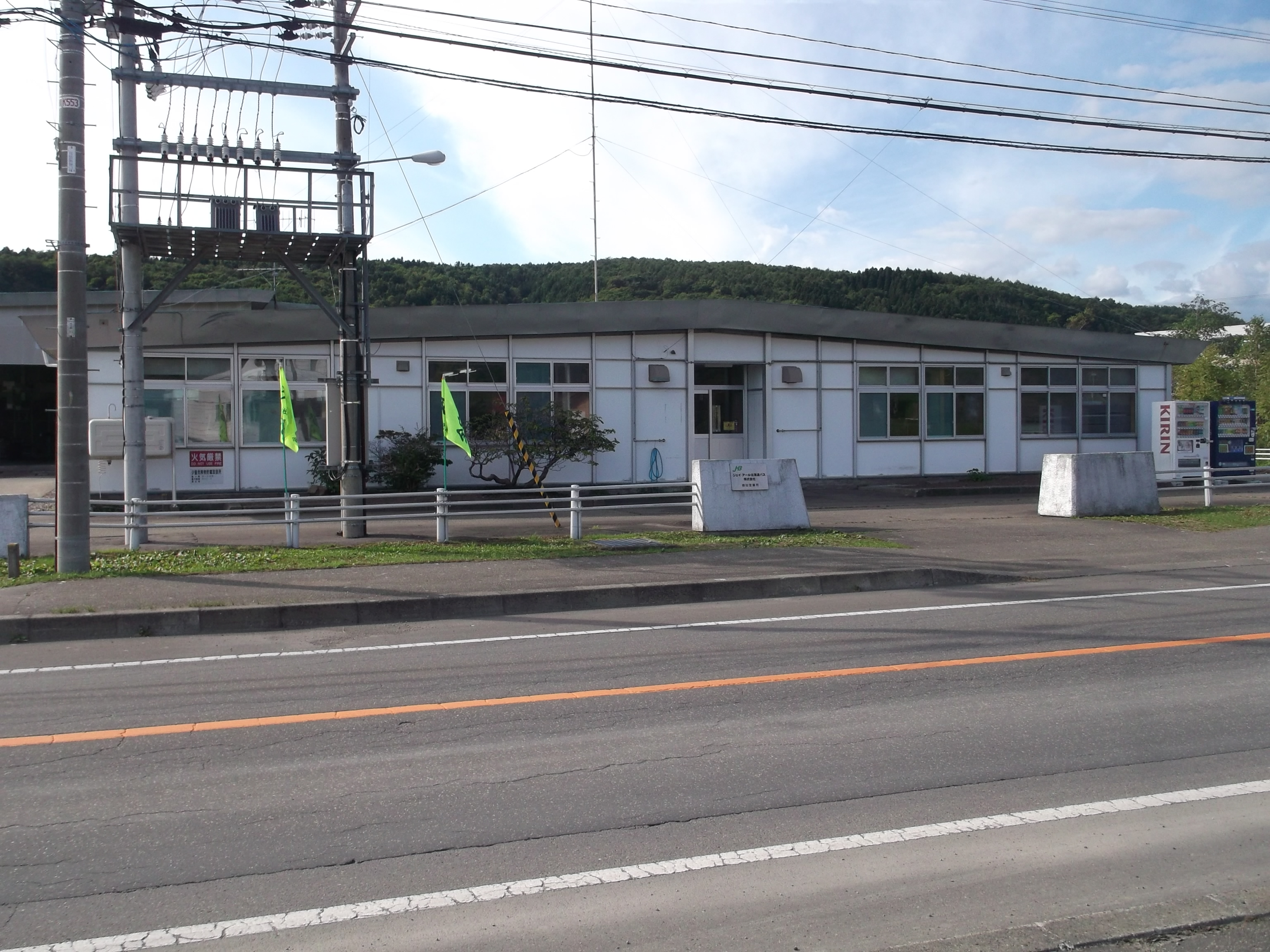
様似営業所
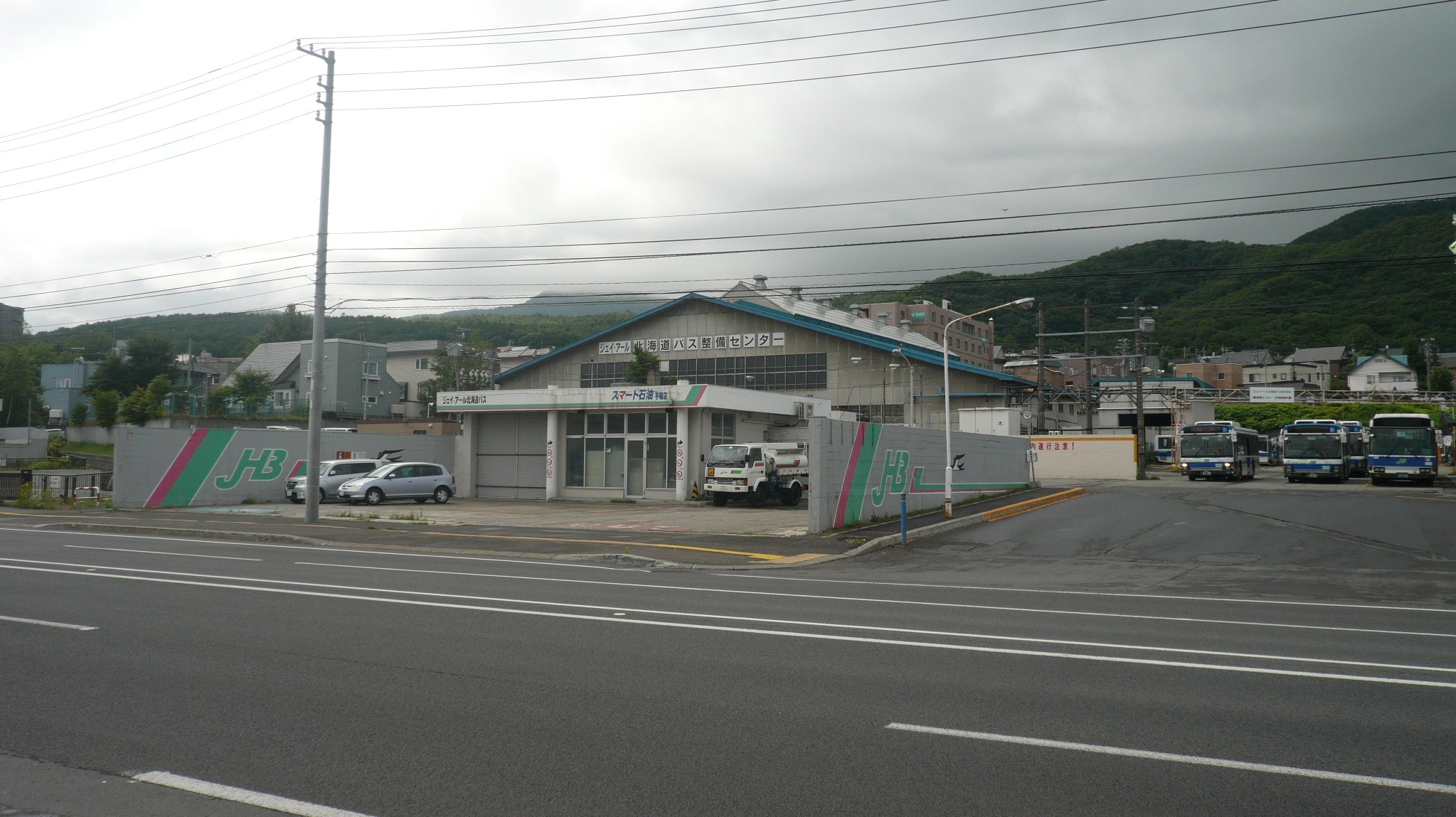
手稲給油所（手前）
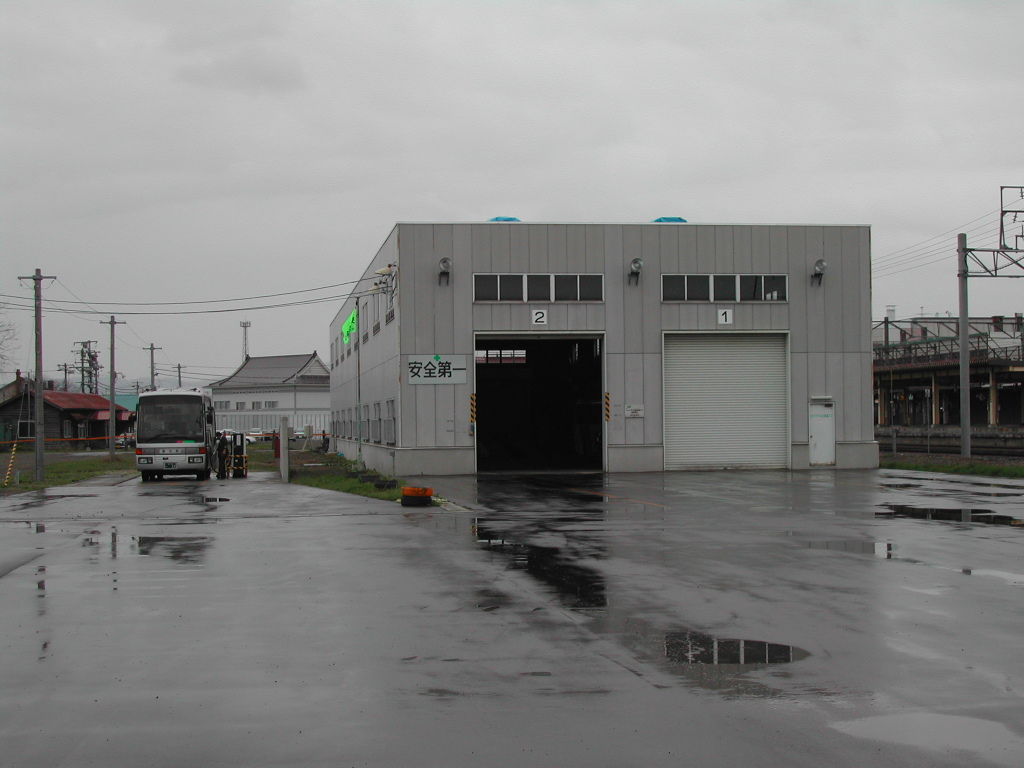
深川営業所

小樽営業所
小樽市稲穂2丁目22-1
手稲営業所
札幌市手稲区稲穂3条4丁目5-5
琴似営業所
札幌市西区二十四軒2条7丁目1-21
厚別営業所
札幌市厚別区厚別南4丁目30-1
北広島営業所
北広島市北の里340-1
- 上記5営業所は札幌ナンバー

深川営業所（道北バスに運行管理委託）
深川市太子町1
- 旭川ナンバー

様似営業所
様似郡様似町錦町50-5
- 室蘭ナンバー

バスチケットセンター札幌駅前北三条店
札幌市中央区北5条西3丁目札幌北三条ビル1階
- 北海道中央バス（一部除く）、じょうてつ、道南バス、沿岸バスの発券業務受託。

バスチケットセンター新札幌デュオ店
札幌市厚別区厚別中央2条5丁目デュオ－1地下1階
- バスチケットセンター新札幌店（札幌市厚別区厚別中央2条5丁目6-1 新札幌名店街1号館1階）が2023年10月14日をもって閉店し、その新店舗として2023年10月16日に移転開業した。

バスチケットセンター宮の沢店
札幌市西区宮の沢1条1丁目1-17 宮の沢バスターミナル
桑園自動車学校
札幌市中央区北8条西14丁目 イオン札幌桑園店屋上
- 本社新社屋
- 小樽営業所
- 手稲営業所
- 琴似営業所
- 厚別営業所
- 深川営業所（右奥の建物）
- 様似営業所
- 手稲給油所（手前）
- 深川営業所

廃止された事業所
札幌営業所
札幌市中央区北4条東5丁目1-1
長沼営業所
夕張郡長沼町錦町南1丁目4-1
バスチケットセンター手稲店
札幌市手稲区手稲本町2条4丁目8-24 キテネビルA棟2階
バスチケットセンターアピア店
札幌市中央区北5条西3丁目(アピア B1F)
廃止された事業所の画像
- 伊達自動車営業所
- 帯広自動車営業所
- 札幌営業所
- 長沼営業所

## 路線バス
路線バス車両は2020年（令和2年）6月25日現在で382台登録されており、北海道内で北海道中央バスに次ぐ規模となる。

### 都市間バス

#### 高速おたる号
- 小樽駅前 - （円山経由） - 札幌駅前ターミナル
- 小樽駅前 - （北大経由） - 札幌ターミナル

国鉄末期から運行する高速バス路線で、現在は北海道中央バスとの共同運行。詳細は札樽線 (ジェイ・アール北海道バス)を参照。

#### 高速あさひかわ号

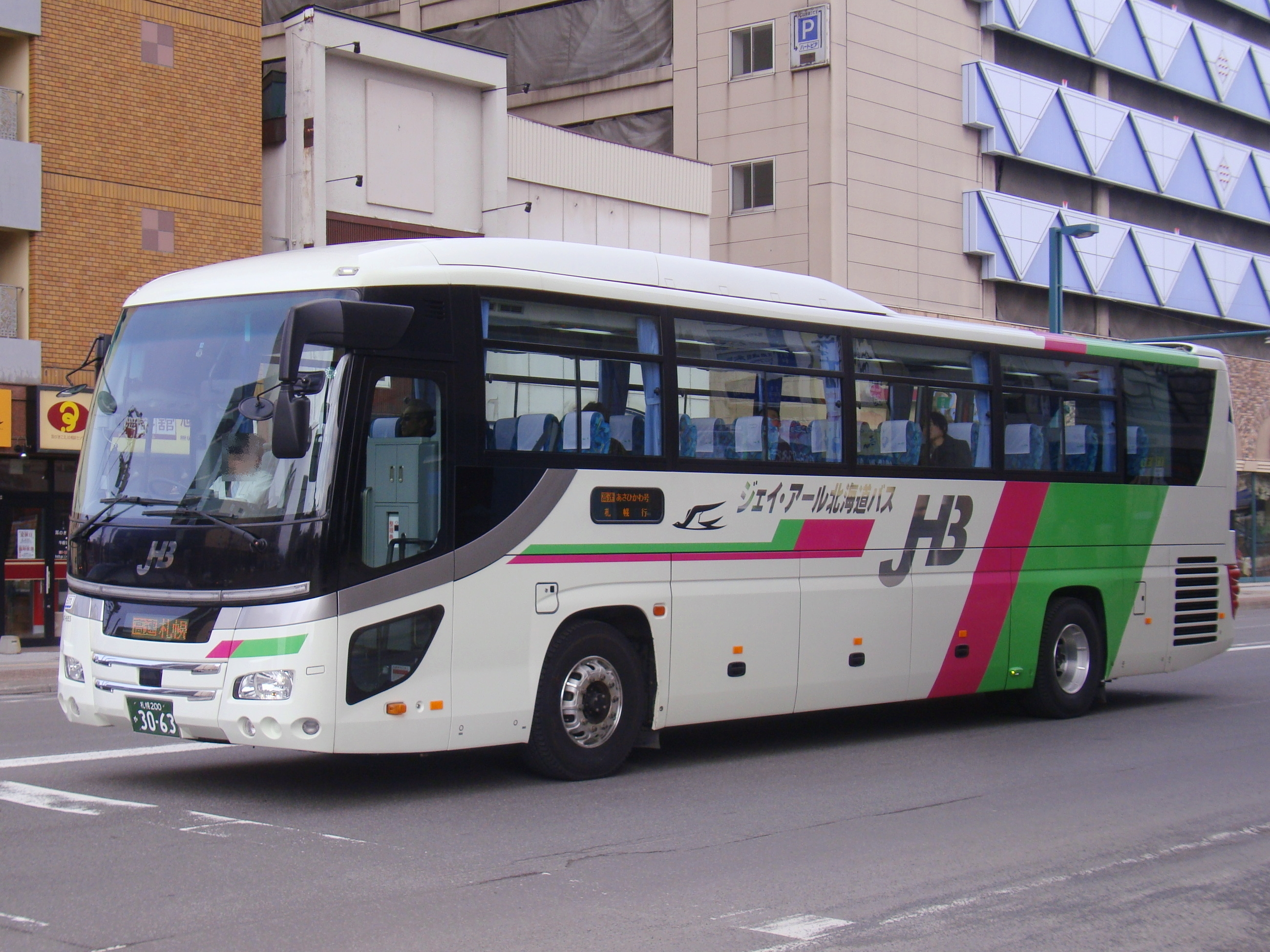
「高速あさひかわ号」 647-1955

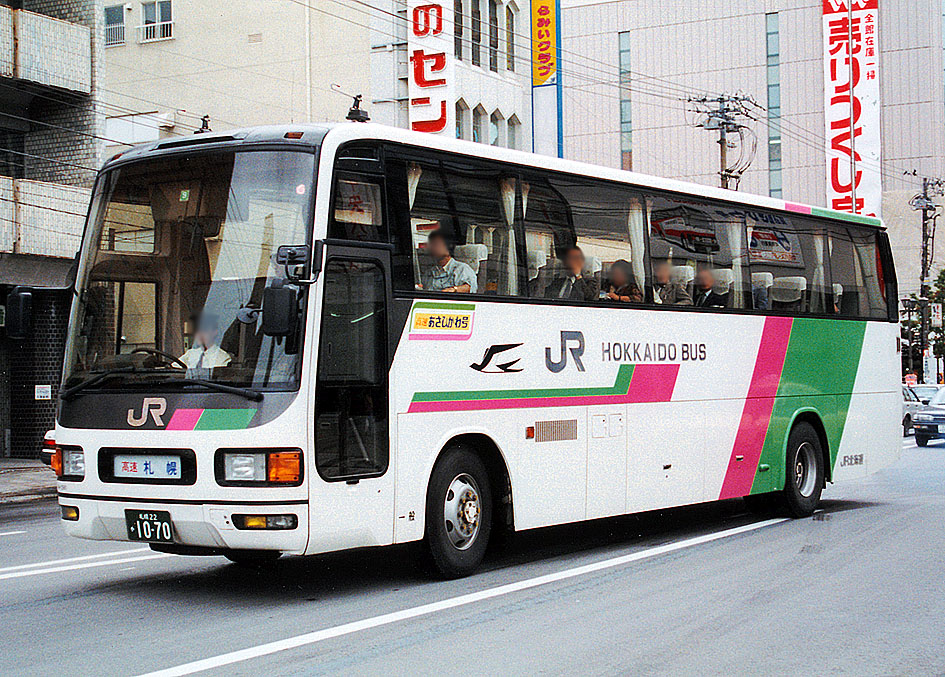
「高速あさひかわ号」（当時JR北海道バス、1992年）744-0981

- 札幌駅前ターミナル - 旭川駅前（北海道中央バス、道北バスと共同運行）

2021年（令和3年）4月1日より、一部便を予約制にて2人掛け座席の1名利用とした予約制あさひかわ号に振り替え。道央自動車道上の停留所には停車しないほか、運賃に加えて特別料金（小人、割引運賃も同額）が必要であった。同年11月30日の運行をもって休止。
路線沿革
JR北海道が参入するまでの沿革については、北海道中央バス旭川営業所を参照。
- 1990年（平成2年）10月31日 - 道央自動車道旭川鷹栖IC供用開始に伴うダイヤ改正。
  - 旭川鷹栖IC経由に変更。所要時間を約2時間00分に短縮。40往復に増回[20]。
  - JR北海道バス（当時）と道北バスが新規参入、共同運行化[21]。
  - 札幌行の札幌ターミナル（北1条西1丁目降車場）を時計台前に改称。
  - 高速納内、4条1丁目、3条9丁目を新設。
- 1991年（平成3年）5月1日 - 「マンデーモーニングバス」を新設[22]。
- 1993年（平成5年）8月11日 - 菊水元町7条、緑町20丁目新設。
- 1995年（平成7年）7月21日 - 2.5往復を遠軽まで延長（高速えんがる号）。北見バス（当時）が参入。
- 1996年（平成8年）4月11日 - 4往復を紋別まで延長（高速流氷もんべつ号）。北紋バスが参入。
- 1997年（平成9年）
  - 4月1日 - 平日のみ使用できる20枚綴りのあさひかわビジネス回数券を新設。
  - 12月1日 - 冬期のみ休日ダイヤ新設。平日34往復、休日40往復（いずれも札幌遠軽線・札幌紋別線を含む）。
- 1998年（平成10年）12月1日 - ビジネス回数券を廃止。平日・休日共に使用可の20枚綴り回数券オールデイ20を新設。
- 1999年（平成11年）4月1日 - 全席禁煙化。
- 2000年（平成12年）4月1日 - JR北海道のバス部門分離により同社担当分をジェイ・アール北海道バスに移管。
- 2002年（平成14年）4月1日 - 旭川市内に川端6条10丁目、3条1丁目を新設。
- 2003年（平成15年）12月1日 - 高速流氷もんべつ号ダイヤ改正により北紋バスが離脱[23]。
- 2005年（平成17年）4月1日 - 3条1丁目を廃止し、4条1丁目に移設。
- 2007年（平成19年）11月3日 - 旭山動物園入園券をセットにした往復バスセット券を新設。
- 2008年（平成20年）6月1日 - 札幌&富良野・旭川ぐるっとバスセット券を新設。
- 2009年（平成21年）
  - 6月15日 - 東京・旭川連絡きっぷ「あさひかわ・ストーリー」を新設（2019年（令和元年）9月30日出発分をもって発売を終了）。
  - 11月3日 - 旭山動物園往復バスセット券利用者向けに札幌発午前便を旭川駅前（旭川電気軌道バスのりば）まで延長。
- 2012年（平成24年）4月1日 - 高速えんがる号ダイヤ改正により北海道北見バスが離脱[24]。
- 2018年（平成30年）6月21日 - 旭川ターミナル廃止、旭川における全便の発着場所を旭川駅前バスタッチ7番に変更[25]。
- 2020年（令和2年）12月1日 - 高速流氷もんべつ号および高速えんがる号の旭川経由廃止により、全便が高速あさひかわ号となる[26]。
- 2021年（令和3年）
  - 4月1日 - 一部便を予約制とする（予約制あさひかわ号）[18][17]。
  - 12月1日 - 予約制あさひかわ号休止により、全便が高速あさひかわ号となる[19]。

#### 高速流氷もんべつ号・特急オホーツク号

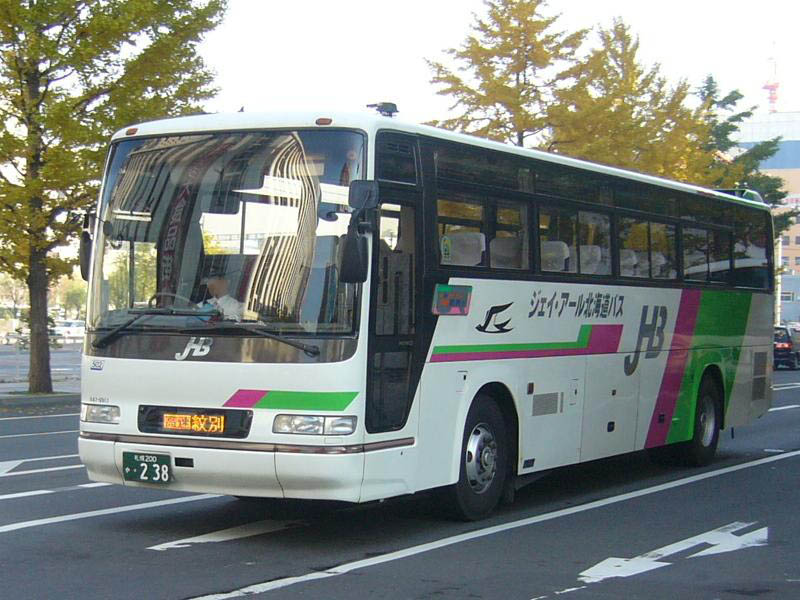
高速流氷もんべつ号 647-9913

- 高速流氷もんべつ号：札幌駅前ターミナル - 滝上・上渚滑・渚滑・紋別（北海道中央バス、道北バス、北紋バスと共同運行）
- 特急オホーツク号：旭川駅前・上川 - 滝上・上渚滑・南が丘3丁目・紋別

予約制。札幌発着便は2006年（平成18年）12月より座席指定となっている。旭川発着便は自由席。2020年（令和2年）12月1日に廃止された旭川経由便では札幌 - 旭川間は高速あさひかわ号に準じ予約不要、旭川 - 紋別間は特急オホーツク号に準じ予約制（自由席）であった。札幌発着便は比布大雪PAで、旭川発着便は上川駅前で休憩時間を設定する。
1984年（昭和59年）6月27日に道北バスが特急オホーツク号を4往復新設し渚滑経由で運行。翌年には1往復増回し、1989年（平成元年）より北紋バスが加わり6往復となり、南が丘3丁目（北海道道713号）経由を新設した。
1996年（平成8年）4月11日より高速あさひかわ号と特急オホーツク号各4往復を振り替え高速流氷もんべつ号を新設。高速流氷もんべつ号は渚滑経由で4往復、特急オホーツク号は南が丘3丁目経由で3往復とし4社共同運行となった。高速流氷もんべつ号の経路は紋別市内が渚滑経由となる以外は高速あさひかわ号と特急オホーツク号に準じていた。
2001年（平成13年）4月1日より、高速流氷もんべつ号のうち2往復は旭川を経由しない直行便に振り替えられ、2003年12月1日からは更に1往復が直行便に振り替えられた。
また、2006年（平成18年）度より2月の流氷観光期限定で直行便が2往復増回された。直行便限定で「愛別東町」「上川ポンモシリ」停留所が設置されたが、旭川紋別自動車道の延伸により順次廃止され、浮島ICまで高速道を利用することとし、野幌から滝上町の滝西まで停留所は設定されなくなった。また、両方向ともに乗降可能で全便が停車していた「浮島トンネル記念公園」停留所は2006年（平成18年）12月1日に廃止されている。
2020年（令和2年）12月1日に高速流氷もんべつ号の旭川経由を廃止。紋別 - 札幌は全便直行、紋別 - 旭川は特急オホーツク号に一本化された。
2023年（令和5年）12月1日現在、高速流氷もんべつ号の北海道中央バス担当便が当面の間運休中。
2005年（平成17年）度の乗車実績は49,647人。

#### ポテトライナー（帯広）
- 札幌駅前ターミナル・札幌ターミナル - （特急/直行/芽室経由/音更経由）・帯広駅バスターミナル（北海道中央バス、北都交通、十勝バス、北海道拓殖バスとの共同運行）

1989年（平成元年）8月11日より繁忙期の臨時帰省バスとして各社1往復ずつを担当する5往復で運行を開始。1990年（平成2年）3月9日より「ポテトライナー」として通年運行が開始された。1995年（平成7年）12月1日に大谷地ターミナル、1997年（平成9年）9月1日に清水と芽室を新設し1往復を十勝川温泉まで延長。2002年（平成14年）12月1日には発車オ〜ライネットによるインターネット予約開始し御影を新設。2005年（平成17年）4月1日より音更経由（音更大通11丁目、木野大通16丁目、木野農協前）2往復を新設し、芽室経由は4往復とし臨時便を廃止。2009年（平成21年）12月23日から音更経由を1往復増回。2011年（平成23年）10月30日の道東自動車道全通による改正で直行便を含む3往復を増回し計10往復、所要時間が約20分短縮となった。2017年（平成29年）4月1日に十勝川温泉発着便を廃止。2018年（平成30年）6月2日より土日祝限定の特急便（途中無停車）を2往復新設した。
直行便は往復とも札幌ターミナル発着で、札幌行に札幌駅前降車停留所を設定。帯広市内は十勝バス本社に停車しパークアンドライドを設定する。帯広行は路線開設以来札幌ターミナル始発で、札幌駅前ターミナルおよび札幌駅前は札幌行の降車のみ扱っていたが、2016年（平成28年）4月1日より経由便、直行便とも札幌駅前ターミナルで帯広行の乗車扱いを開始した。
2022年（令和4年）4月1日のダイヤ改正で特急便を廃止。道の駅おとふけへの乗り入れ開始。芽室経由を2往復減便。直行便を帯広競馬場経由に経路変更し2往復増便した。
運行を開始するにあたり北海道中央バスが共同運行事業者を募ったところ、他4社が名乗りを上げた。1路線5社での運行は極めて異例であり北海道運輸局の指導で調整が図られたが不調に終わり、結局5社揃って認可された経緯がある。運行開始当初は帯広側の事業者として帯広自動車営業所が担当しており、営業所廃止により札幌中央（札幌）営業所に移管されたが、帯広を基点としたダイヤも引き続き受け持っている。
札幌と帯広の間は200キロ程度の距離であるが、帰省バス当時から夜行便が設定されていた。1991年（平成3年）9月20日の国道274号日勝峠ルートへの変更に伴う改正で定期運行を廃止し、2000年（平成12年）夏期まで繁忙期臨時便として運行されていた。

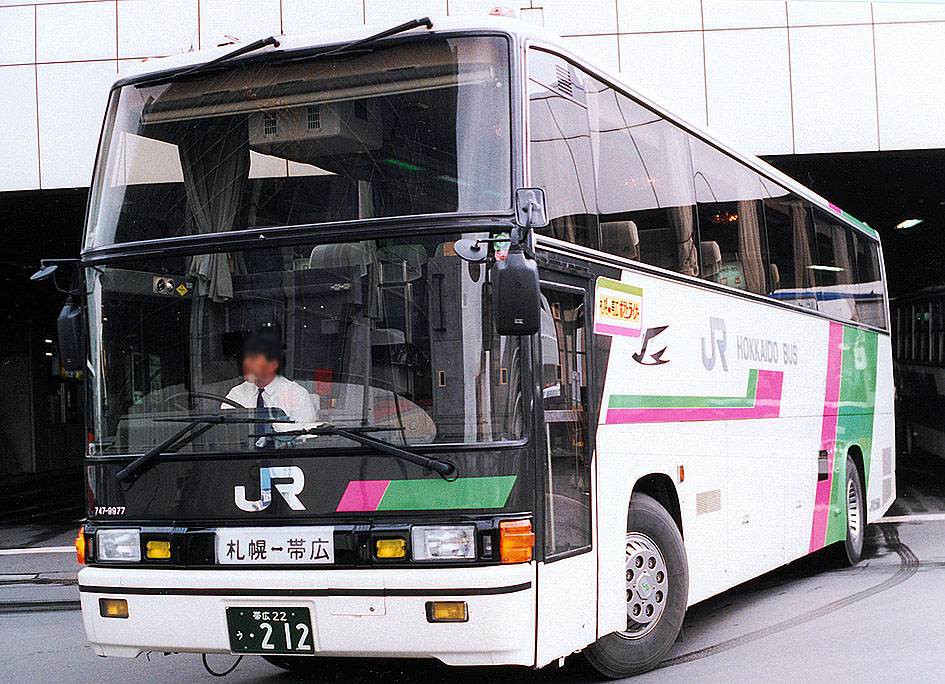
JR北海道バス帯広自動車営業所担当時 747-9977
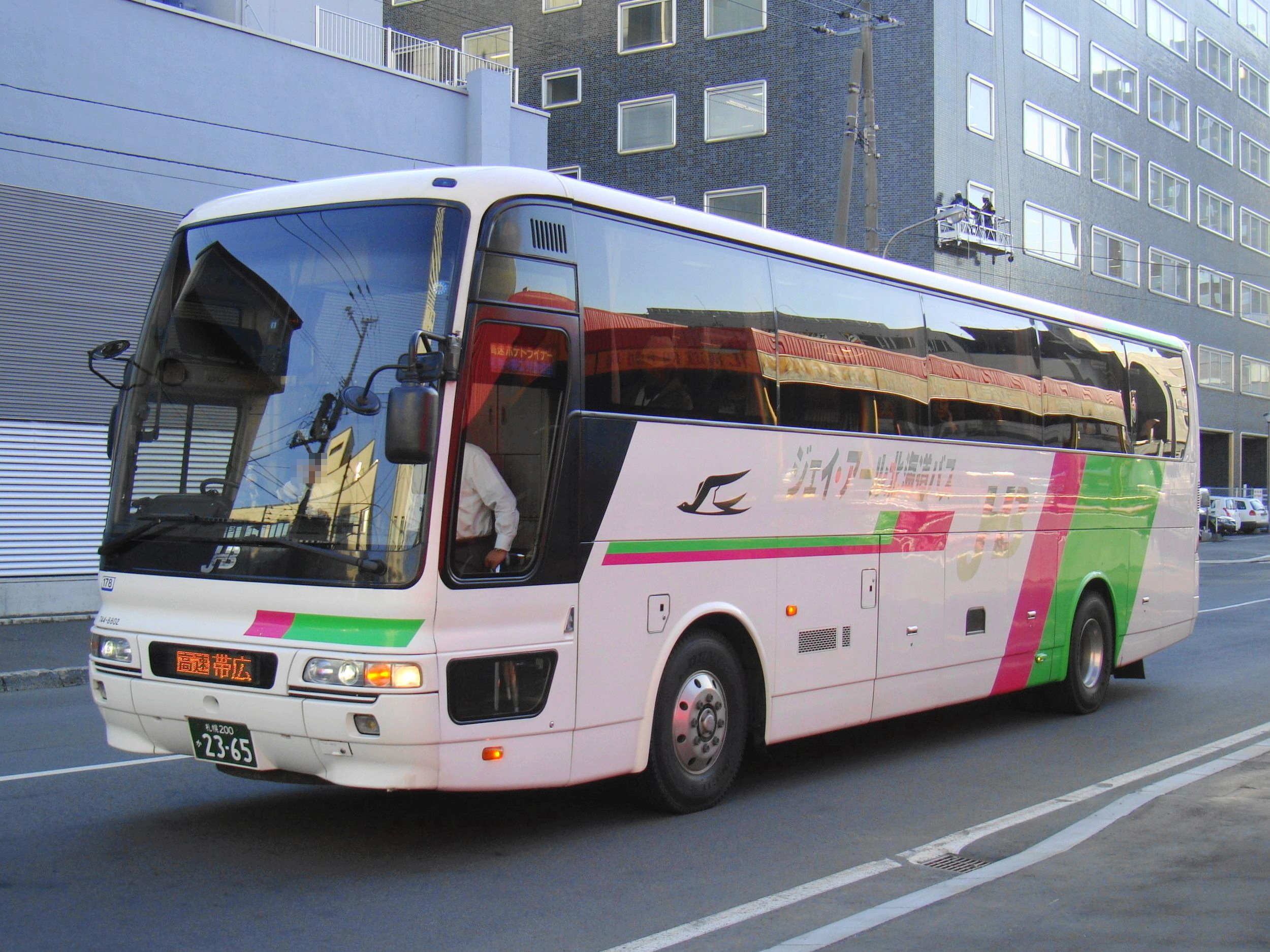
2011年、札幌ターミナル付近にて 744-8802
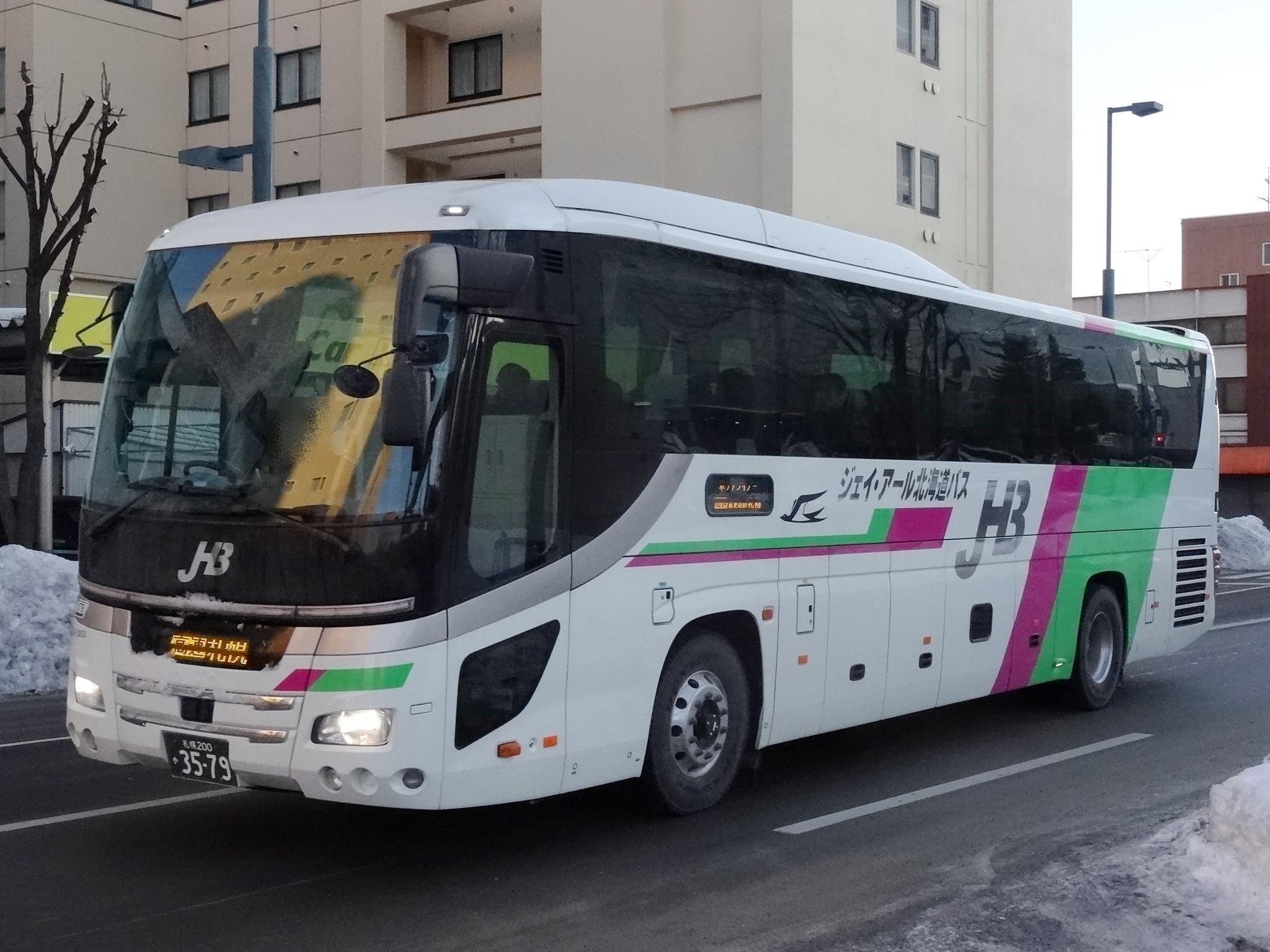
2015年、帯広駅バスターミナル付近にて 647-3953
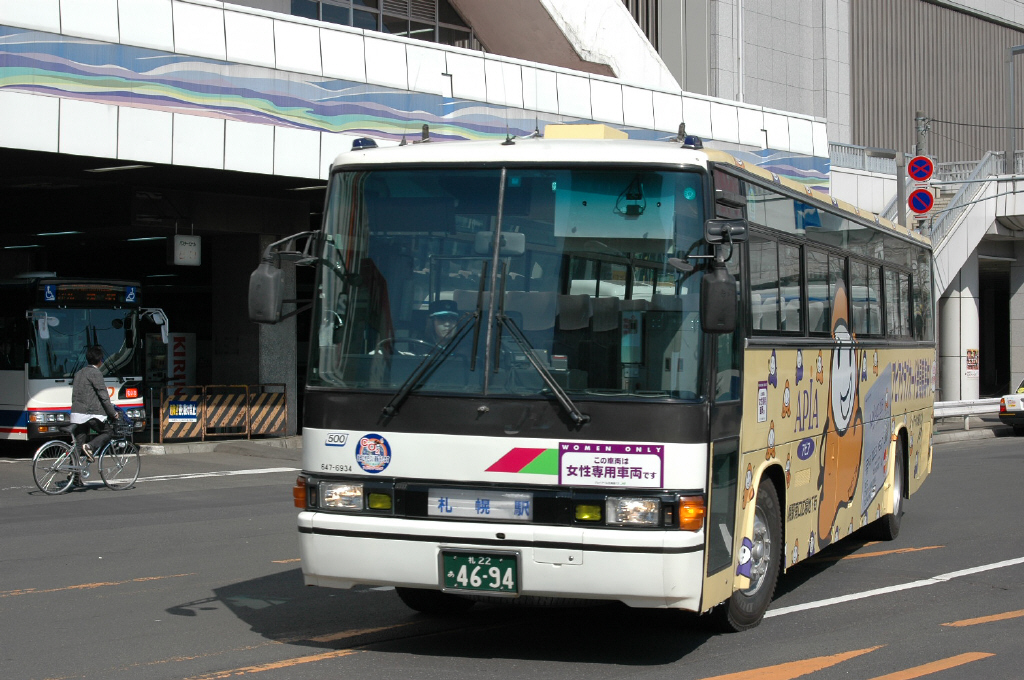
女性専用バス　647-6934
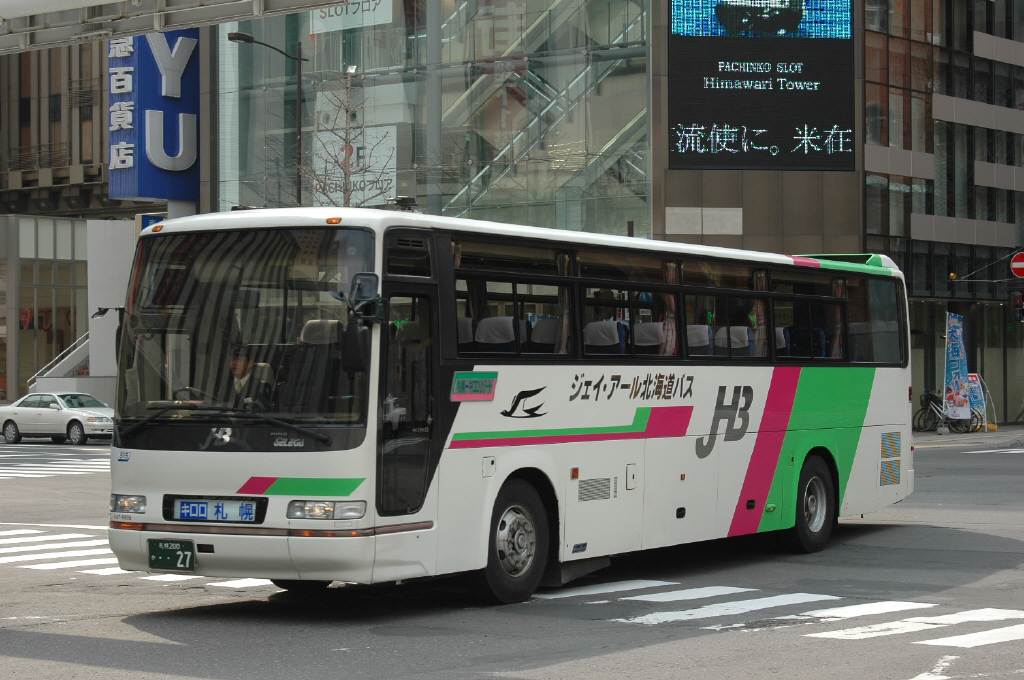
キロロ－札幌　647-8909
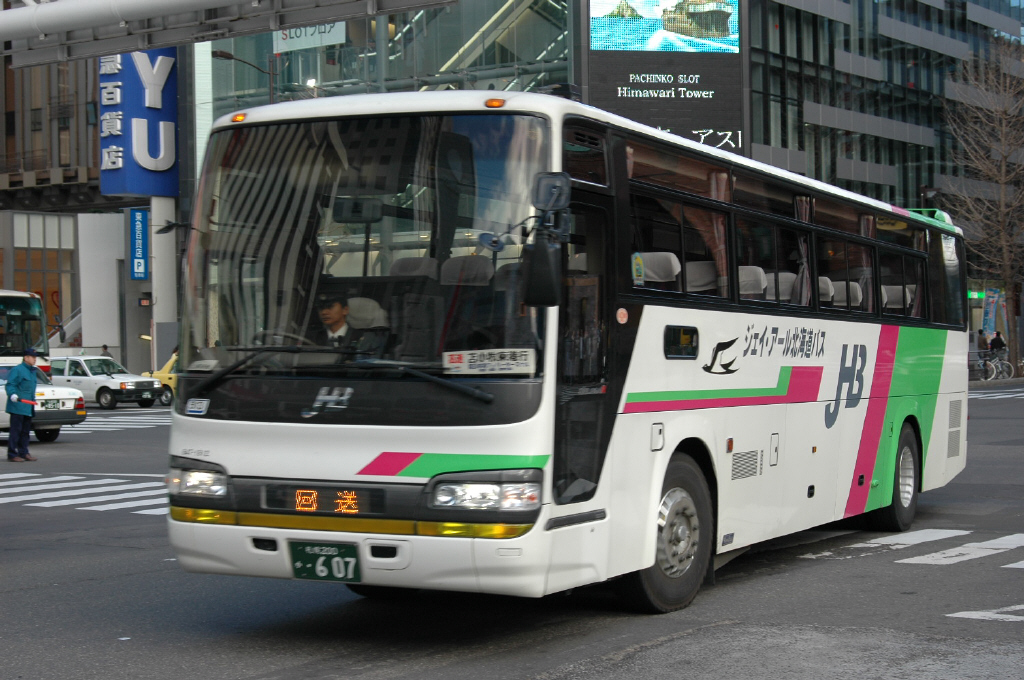
苫小牧東港線　647-1912

#### 高速えりも号
- 札幌駅 - えりも駅

予約制。詳細は日勝線を参照。

#### 高速ひろおサンタ号
- 札幌駅 - 広尾6丁目

予約制。詳細は日勝線を参照。

#### 高速えりも・ひろお号（休止中）
- 札幌駅 - えりも駅・広尾駅

予約制。詳細は日勝線を参照。

#### 札幌苫小牧東港線
- 札幌駅 - 苫小牧東港

季節運行。新日本海フェリーの発着に合わせて運行される。苫小牧東港発便のみ、乗車人員把握のためにバス乗車整理券を発行する。2013年4月運行分より予約制となる。

### 一般路線
- 札幌都市圏

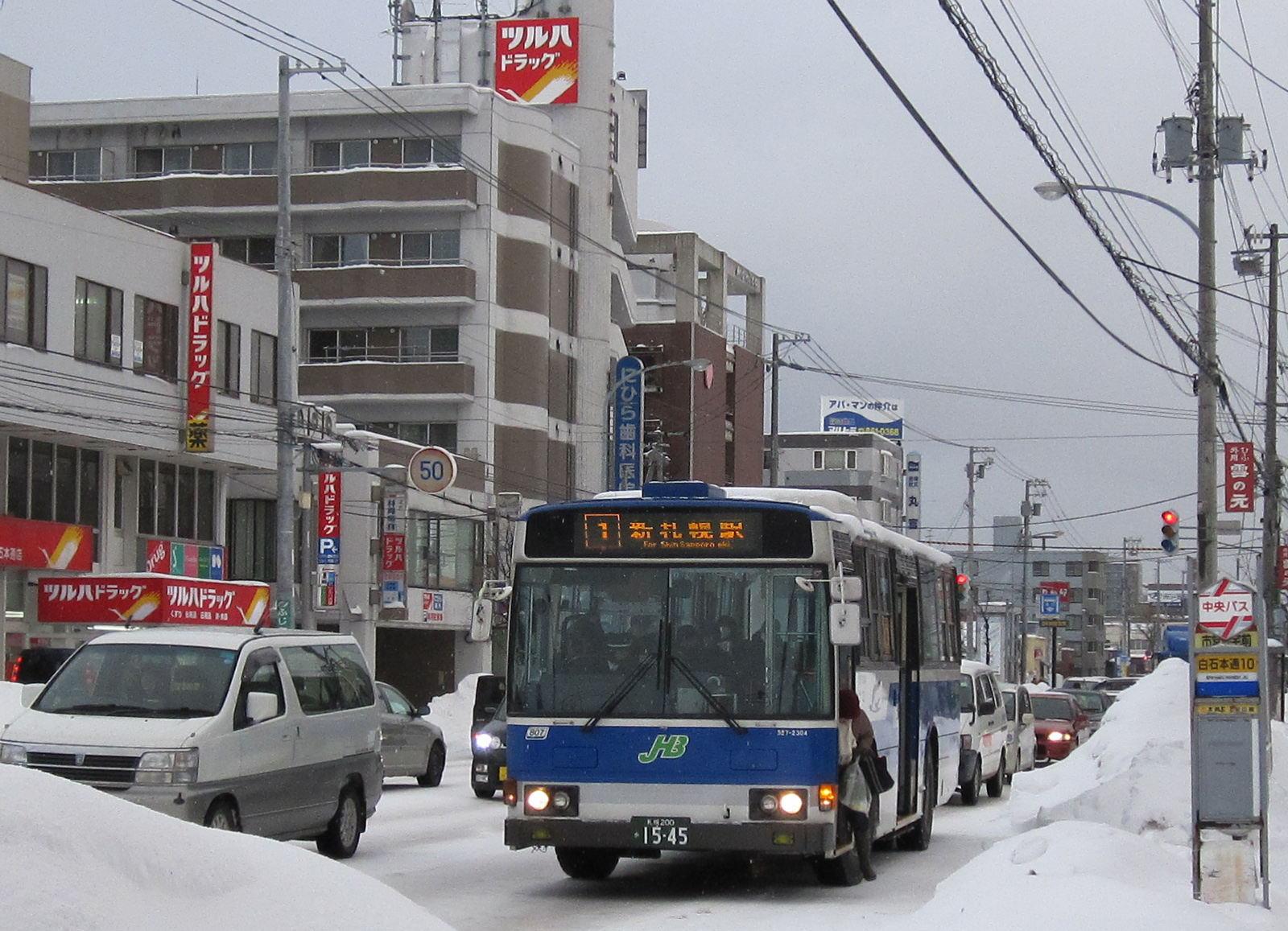
国道12号を経由する新札幌駅行

  - 札樽線主に手稲営業所・小樽営業所が担当。
  - 空知線
  - 長沼線 主に北広島営業所が担当。
  - 琴似エリア（札幌市営バス琴似営業所を引き継いだ路線群) 主に琴似営業所が担当。
- 日勝線 主に様似営業所が担当。
- 深名線（道北バスに運行委託）主に深川営業所が担当。

### 各種施策

#### 乗車券等
- ジェイ・アールバスカード/とくとくバスカード
  - 当該項目を参照。
- おでかけパス
  - 65歳以上の利用者が、1ヶ月 - 6ヶ月の間で利用月数を指定し、臨時便を含む札幌圏内一般路線バスが乗車できる。ただし、都市間路線バスは利用できない。
- 1日乗りほーだいきっぷ
  - 一部を除く札幌圏内路線が1日乗り放題。都市間バスや催事等の臨時バスは使用できない。大人800円、こども400円。
- 1ヶ月乗り放題 のり乗りパス (終了)
  - 利用者の指定した月に、高速おたる号を除く、札幌市内特殊運賃区間が定額1万円で乗り放題であったが、2016年3月31日に発売を終了した。(利用は同年6月末まで)[43] この商品の販売終了により、一般利用客(65歳未満)向けに販売されていた長期周遊型プレミアム商品は、JR北海道バスから完全に消滅した。「のり乗りパス」の代替として「1日乗りほーだいきっぷ」を大人が毎日購入した場合1カ月2.4万円の運賃となり、「のり乗りパス」終了による実質運賃の値上げ幅は1.4万円となった。

他社と共通利用しているカードとして以下のカードがある。詳細は各記事を参照。
- SAPICA - ICカード乗車券。2013年6月22日利用開始[44]。交通系ICカード全国相互利用サービスは、対応カードを片利用で（青枠内の各カードをSAPICAエリアで）使用可能。

販売・利用が終了している乗車カード等は次のものがある。他社と共通利用しているものについての詳細は各記事を参照。
- 共通ウィズユーカード - 磁気式プリペイドカード乗車券。SAPICAの利用開始に伴い、2015年3月31日で利用終了[45]。
- 札樽間高速バス共通カード - 磁気式プリペイドカード乗車券。SAPICAの利用開始に伴い、2015年3月31日で利用終了[46]。

#### 停留所上屋
2007年7月に北海道内初の広告付きバス停留所上屋を札幌市内に7基設置した。2008年度中に50基に増設する計画で、上屋は高さ2,880mm、横4,960mm、奥行1760mm、スチール製の骨組をガラスで囲い、ベンチも配置する。広告は、片側側面の内外それぞれ1面を提供し、電気代など維持管理は広告料収入でまかなわれる。
2014年11月現在ジェイ・アール北海道バス管理分は25基。

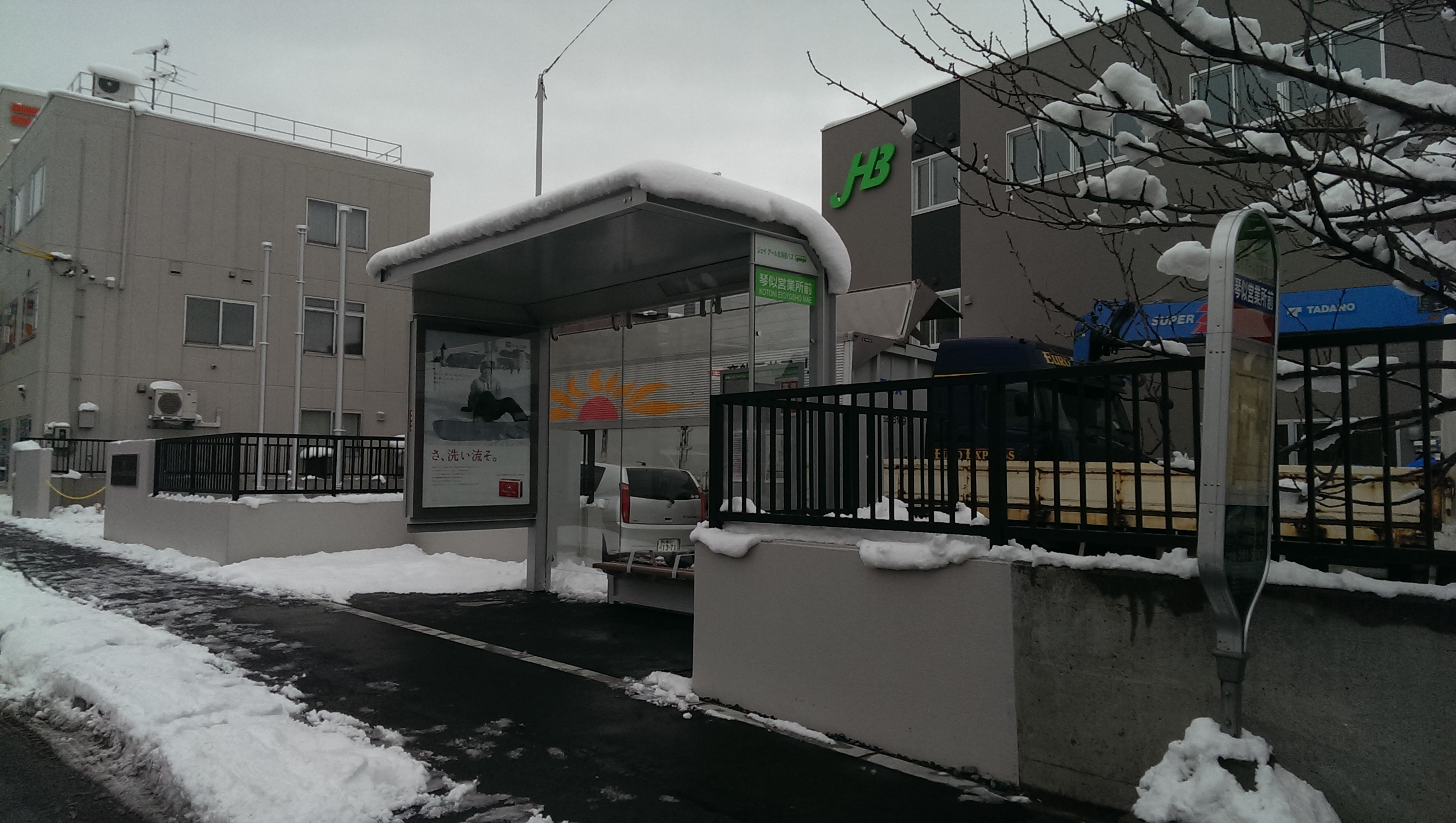
琴似営業所前上屋

#### 女性専用バス車両（終了）
平日の朝に55-1・手稲線（西宮の沢5条2→JR札幌駅及び手稲営業所前→JR札幌駅 各1便）、新16・緑ヶ丘団地線（緑ヶ丘団地東→新札幌駅・1便）、新13・上野幌線（雇用促進住宅入口→新札幌駅・1便）、51・啓明線（啓明ターミナル→JR札幌駅・1便）において、芳香剤と化粧直し用の鏡を数個設置した女性専用のバス車両を運行。運転手も女性が務めていた。2012年12月1日ダイヤ改正をもって廃止された。

#### 100円バス（終了）
札幌市内では都心での渋滞解消や回遊性向上等を目的に、指定区間で現金支払いに限り運賃を100円とする「都心内100円バス」を行っていた。札幌市が主体の実証実験から各事業者主体となって本導入。2020年（令和2年）5月1日よりジェイ・アール北海道バスの設定区間はすべて通常運賃に戻された。
江別市内、様似町内の指定区間で設定していた100円バスについても、都心内100円バスと同日に終了した。

#### 札幌ドーム臨時シャトルバス
札幌ドームでの試合やイベントの開催に合わせて、新札幌駅バスターミナル、JR白石駅南口と札幌ドームを結ぶ臨時シャトルバスを運行している。運行は札幌、厚別、長沼、琴似、手稲の各営業所が担当し、大半が一般路線車が使用されるが、稀にハイデッカー車も投入される。新札幌駅バスターミナル発着は北海道中央バスとの共同運行ではあるが、乗車できる定期券やカードなどは異なる。

#### 障がい者の運賃割引
身体障がい者手帳・療育手帳の所持者本人と介護者については、運賃が割引となる。
児童福祉法で規定する諸施設の入居者本人と本人に同伴する必要がある付添人については、施設長の発行する割引証明書などの提示により運賃が割引となる。

## 貸切バス
貸切バス車両は2020年6月25日現在で46台登録されており、事業は通常は札幌・室蘭・帯広・釧路・函館（離島を除く）の各運輸支局管内および旭川市、深川市、雨竜郡、上川郡美瑛町、空知郡上富良野町での発着が認められているが、貸切バス事業者安全性評価認定制度による優良事業者に限定した営業区域の弾力的な運用の特例で、2025年（令和7年）4月1日現在北海道全域となっている。貸切バス事業者安全性評価認定にて3つ星に認定。札幌営業所内に貸切センターを設置している。

Jリーグ・北海道コンサドーレ札幌の選手送迎バスの運行も受託しており、チームのペイントを施した専用車両を用意しているが、選手送迎のない日には通常の貸切としても利用できる。

### 日本一周バスの旅
JR北海道のバス部門だった1992年より、大型ツアー企画として「日本一周バスの旅」（1996年以降は「全国一周バスの旅」）の運行を行なっている。当初はJR北海道発足5周年を記念して企画されたもので、全国の観光地をJR北海道バスの観光バスで巡り、行程は実に30泊31日に及ぶ。88万8千円（2000年までの価格） - 130万円（2004年の2名1室の価格）という高額商品ながらも人気を呼び、毎年運行されている。1ヶ月にも及ぶ長期行程のため、途中数カ所でツアー参加者全員の健康診断を行うほか、車庫滞泊やバスガイド貸し出しなど、運行支援にJRバス各社も協力する。
第1弾が実施された1992年に、ドキュメンタリー番組「北緯35度の風」（毎日放送製作・TBS系列）の「激走!日本一周バスの旅」という副題で、全行程の模様が2週に渡り放送された。
| 「日本一周バスの旅」 1995年3月25日 644-2956左：箱根峠にて 右：伊東線来宮駅前にて  |  | 「日本一周バスの旅」 1995年3月25日 644-2956左：箱根峠にて 右：伊東線来宮駅前にて |
| 「日本一周バスの旅」 1995年3月25日 644-2956 左：箱根峠にて 右：伊東線来宮駅前にて |  |                                                                                  |

## 車両

### 概説
トレードマークは国鉄バスの伝統を受け継いだツバメが使用されている。また、現在車体に表示されているロゴマークは略称の「JHB」をデザインしたものである。分社前は鉄道と同様に「JR」のロゴマークが使用されていた。
塗装デザインについては、路線車については国鉄色を踏襲し、塗り分けのみ一部変更したものであるが、貸切車・高速車においては、白をベースカラーとしてJR北海道のコーポレートカラーである萌黄色とアマンドピンクの帯を配したデザインが1987年に採用された。これはJRバス全体でも初のオリジナルカラーである。なお、国鉄末期にも札樽線の高速車両において、それまでの国鉄バスとは全く異なるカラーリング（183系500番台気動車と同一デザイン）を施したことがある。
車両は現在は国内4メーカーから導入しているが、国鉄バス時代の流れで日野・いすゞ製（純正車体及び富士重工製）が多い、三菱車は1989年にエアロクイーンM (P-MS729S)を2両新車にて導入。路線車は1991年にK-MP118Nを中古にて初導入、新車はエアロスターM (U-MP618M)を1993年に1両初導入。なお、2016年夏にエアロスターMは全廃済。日産ディーゼル（当時、現「UDトラックス」）車は2003年4月札幌市営バス路線の移譲に伴い、札幌市交通局が所有していた日産ディーゼル製の路線車も譲受した。なお2004年度には初の新車(KL-UA452MAN)が2台導入された。中古車は1991年に神奈川中央交通の車両 を購入したのが最初だったが、譲受車の導入はJRバスの中でも最も早かった。以後、本州からの譲受車を2000年以降積極的に導入している。現在は、中古車導入をやめている。
また、北海道のバス事業者としては比較的早い時期から低床化に取り組んでおり、1998年からワンステップバスを、2003年からノンステップバスが段階的に導入されている。2003年の札幌市営バス琴似営業所の路線移譲に際して、元市営バス車両が大量に移籍したが、移籍車の中にはCNGバスも含まれており、JRバスでは初のCNGバス導入となった。2006年4月1日の札幌地区における系統番号の付番方式変更を前に、札幌地区の車両の方向幕がすべてLED表示器に変更された。ワンマン機器については、音声合成放送装置はレゾナント・システムズのネプチューンFC-5100/FC-6000/FC-7000B、運賃箱・整理券発行器は国鉄時代から継続して小田原機器、運賃表示器はレシップ製を採用している。なお、国鉄バスの車両に標準装備されていた表示灯つきスイッチ盤が、2006年の時点でも標準装備となっている。
深名線用の車両には主に観光仕様のエアロバス・スタンダードデッカー3台とエアロバスMM・9m車1台（トイレ付き）、エアロミディ1台を使用。
高速車は、ポテトライナーには3列シート仕様の日野セレガを使用。高速あさひかわ号、高速流氷もんべつ号、えりも号、ひろおサンタ号にはトイレやマルチステレオ搭載の4列シートハイデッカー車が、高速おたる号にはトイレなしの4列シートハイデッカー車がそれぞれ使用され、ネプチューン（レゾナントシステムズ）製のビジュアルコーダーを搭載し、液晶ディスプレイにて停留所案内など文字情報を提供している。2023年4月には、高速バス「高速おたる号」（札幌～小樽）用に車体側面の中央に大きなツバメが描かれた青・白のJRバス標準塗装になったいすゞガーラ・ハイデッカーが登場した。

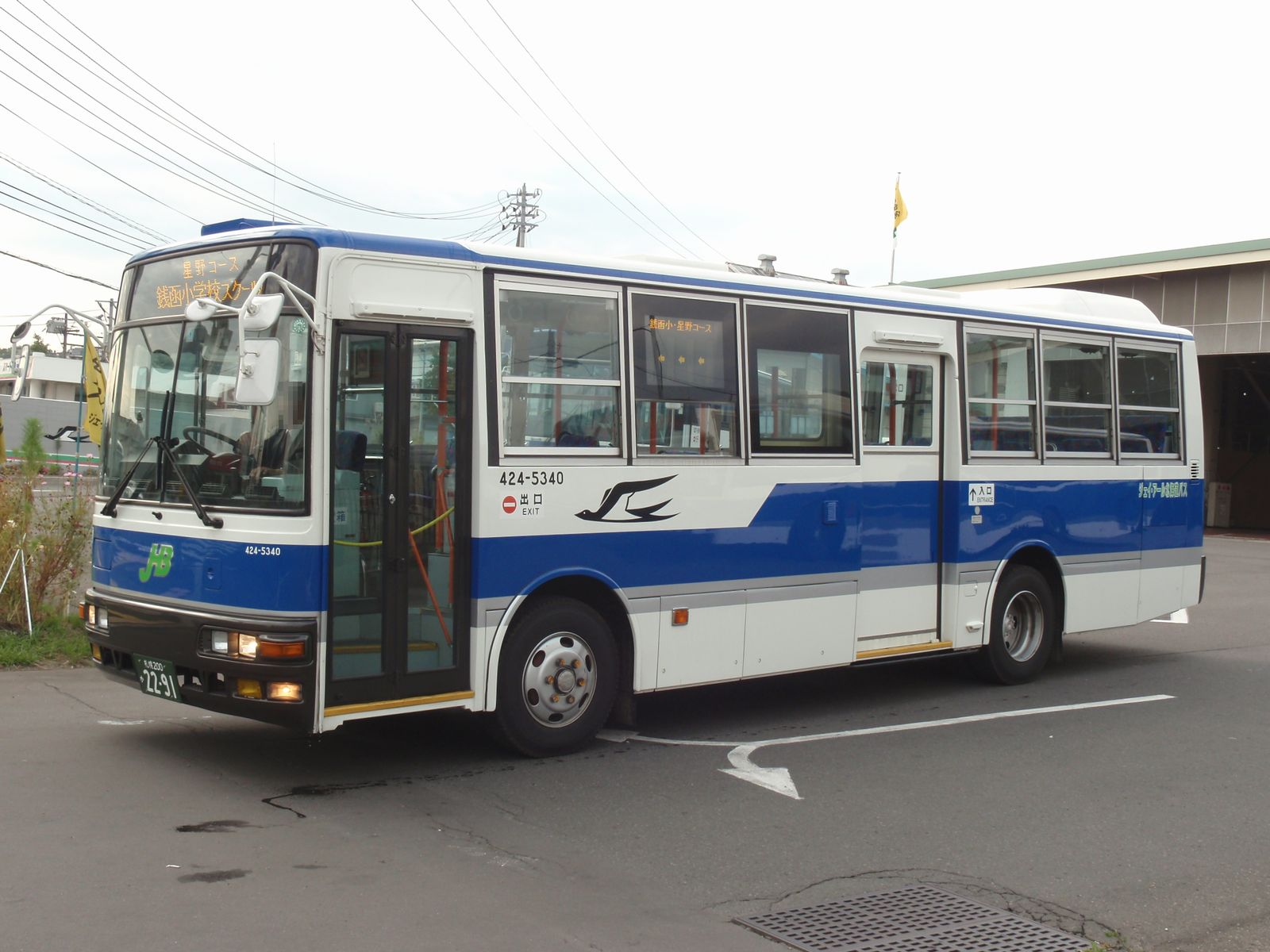
中型路線バス車両の例（手稲営業所にて） 424-5340
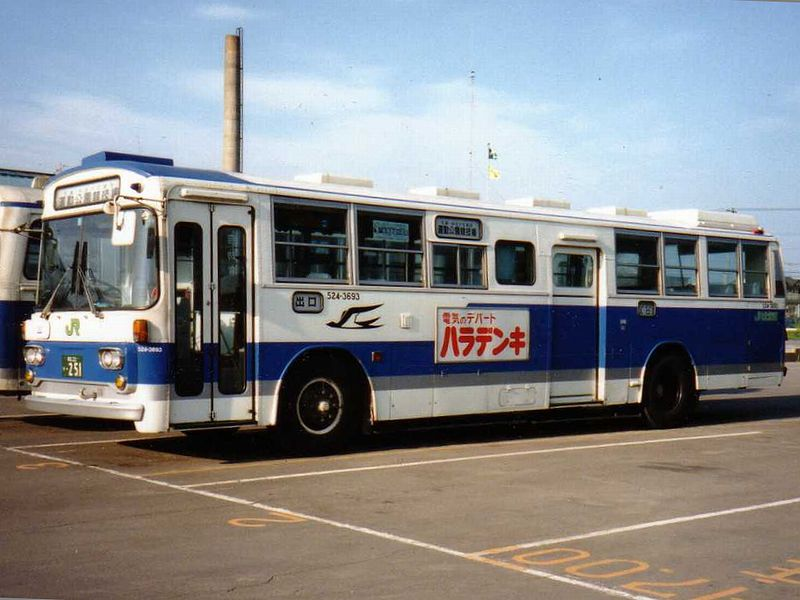
路線バス譲受車の例（帯広営業所にて1994年に撮影） 524-3693
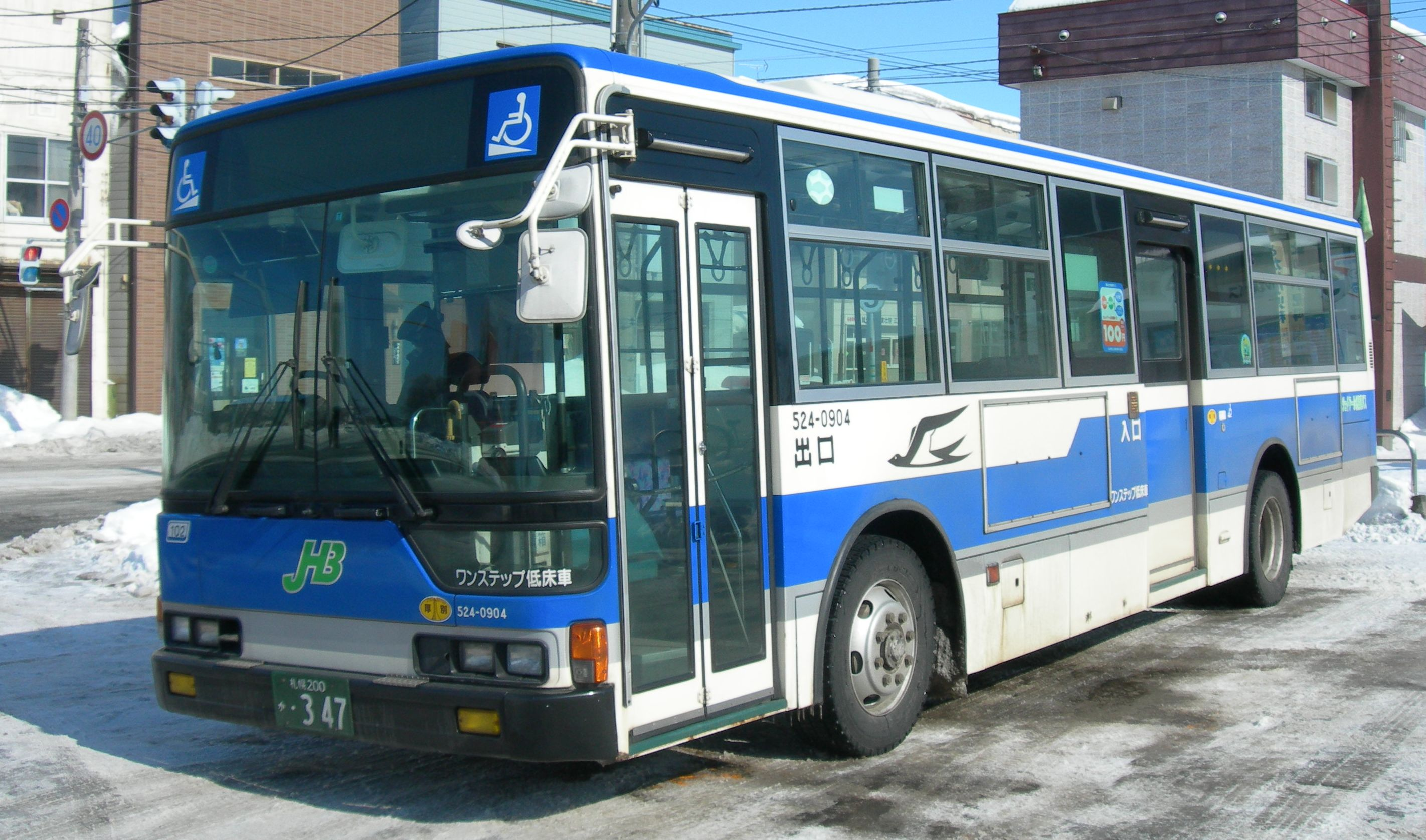
路線バス向け車両の例（江別駅前にて） 524-0904
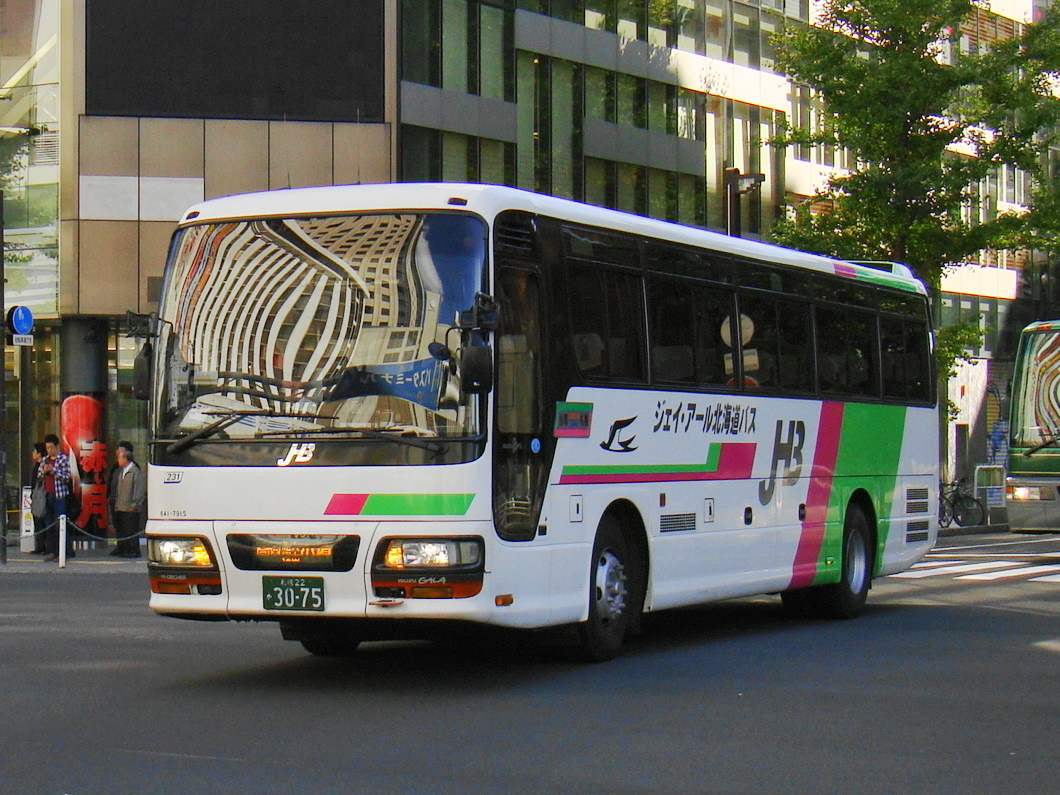
高速バス向け車両の例（札幌駅前にて） 641-7915
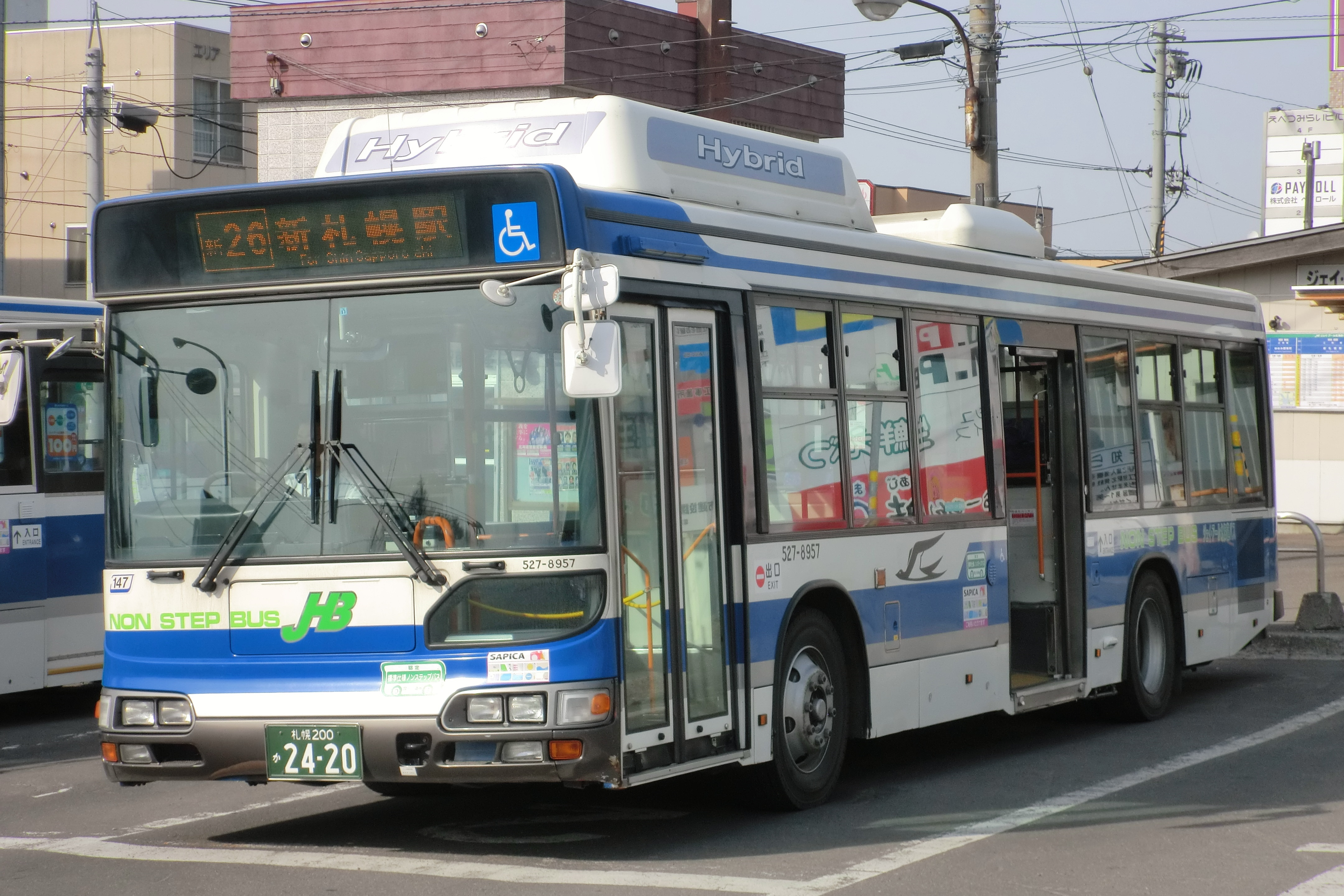
ハイブリッド車両（江別駅前にて）527-8957

貸切車は以前は一般路線車と同様、いすゞおよび日野の2社体制だったが、1989年に三菱エアロクイーンM (P-MS729S) を2両新車にて導入。以降貸切車は主に三菱車が導入されている。旅行会社との契約貸切車も存在する。また、Jリーグ北海道コンサドーレ札幌の選手輸送用の車両もあり、一部車輌に語呂合わせの希望ナンバーを取得している。

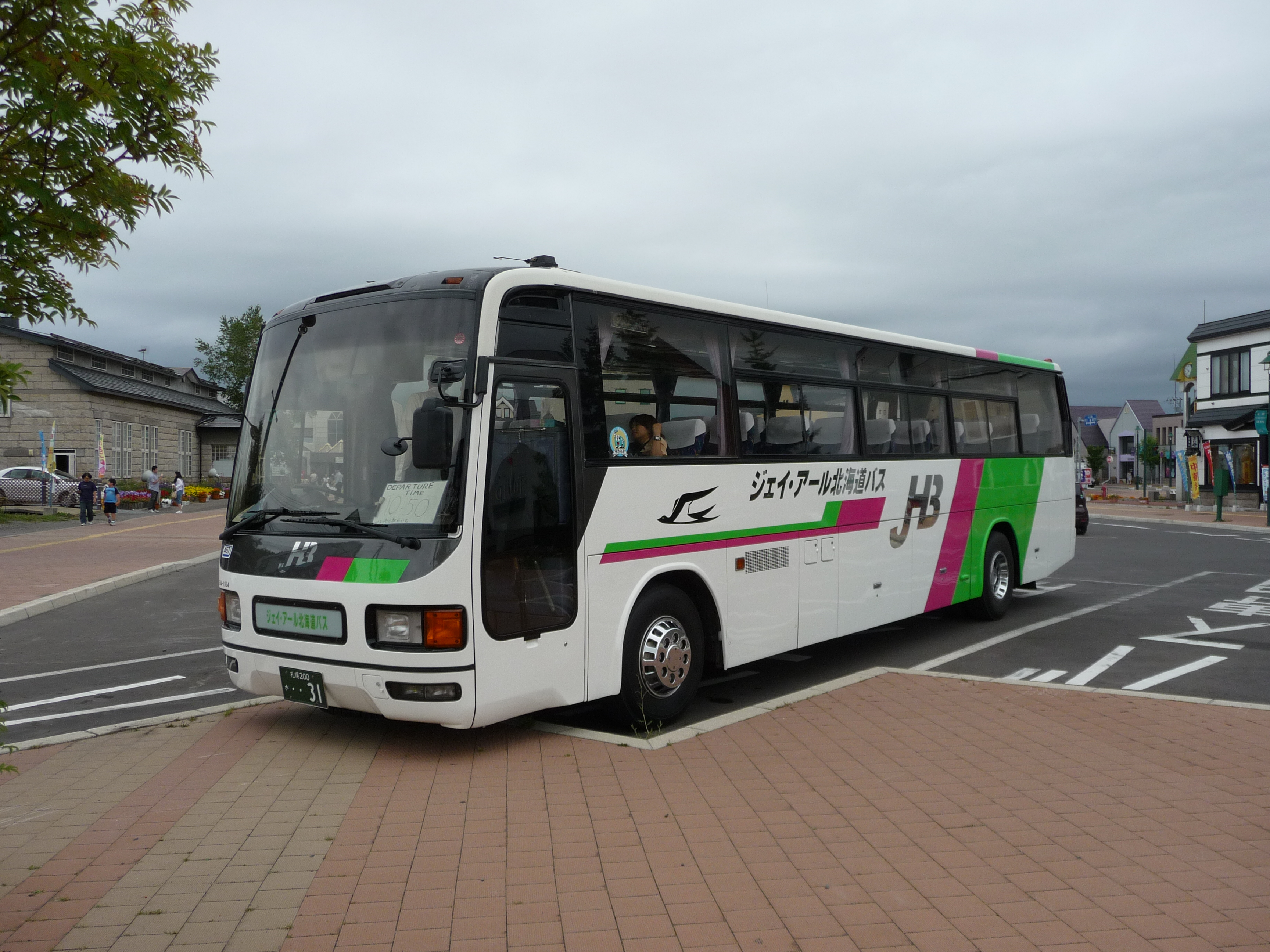
観光貸切車両の例（美瑛駅前にて）644-1954
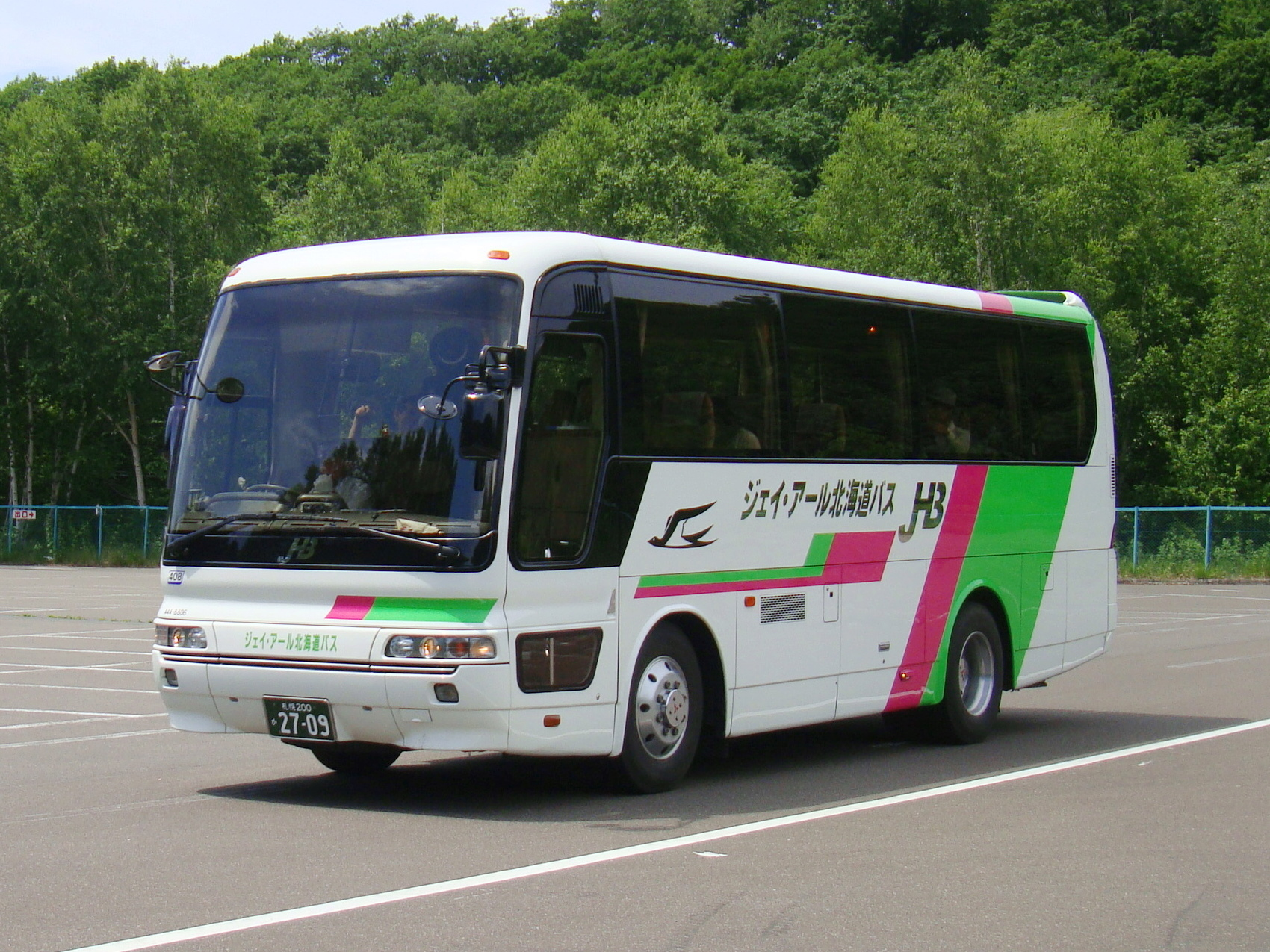
観光貸切車の例（博物館網走監獄にて）444-8806
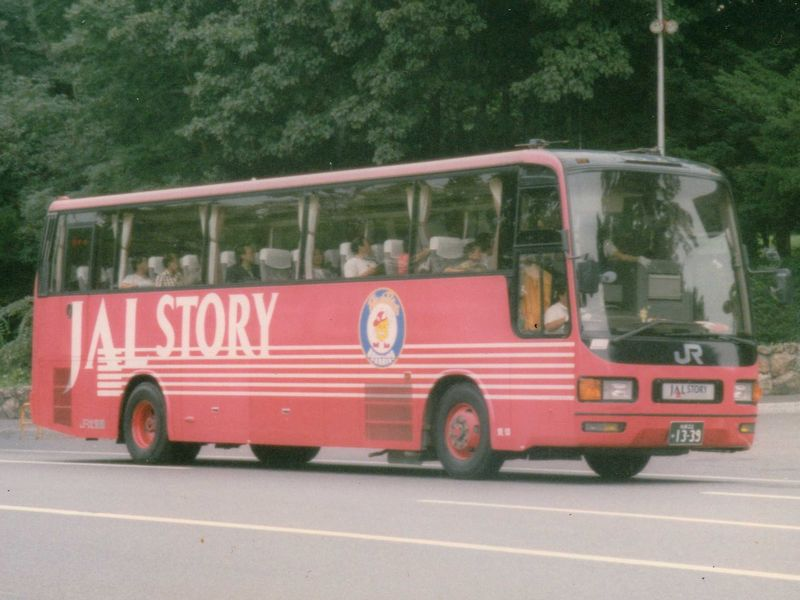
契約貸切車の例（北海道神宮前にて）744-1956
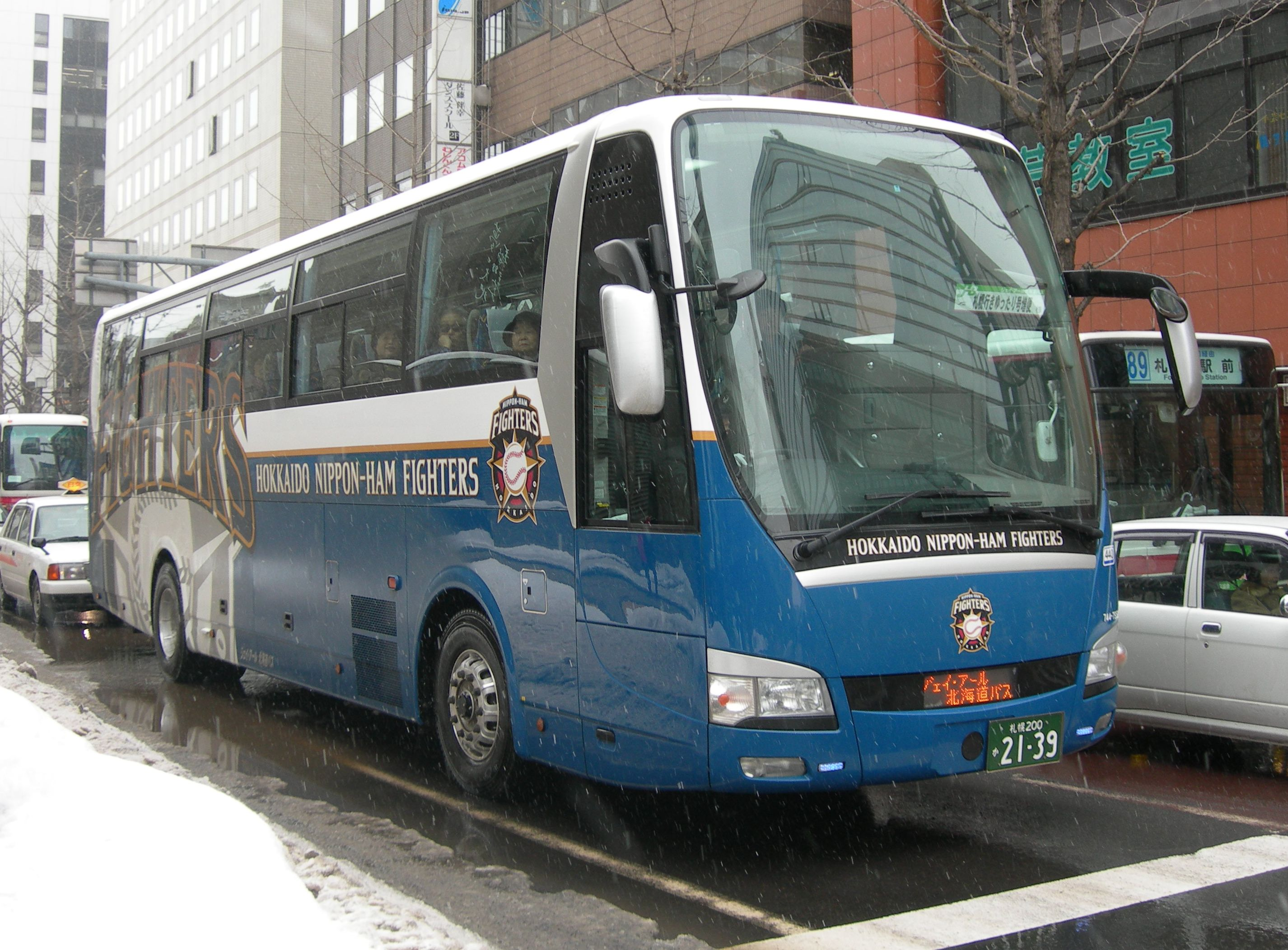
北海道日本ハムファイターズ選手輸送用 744-7952
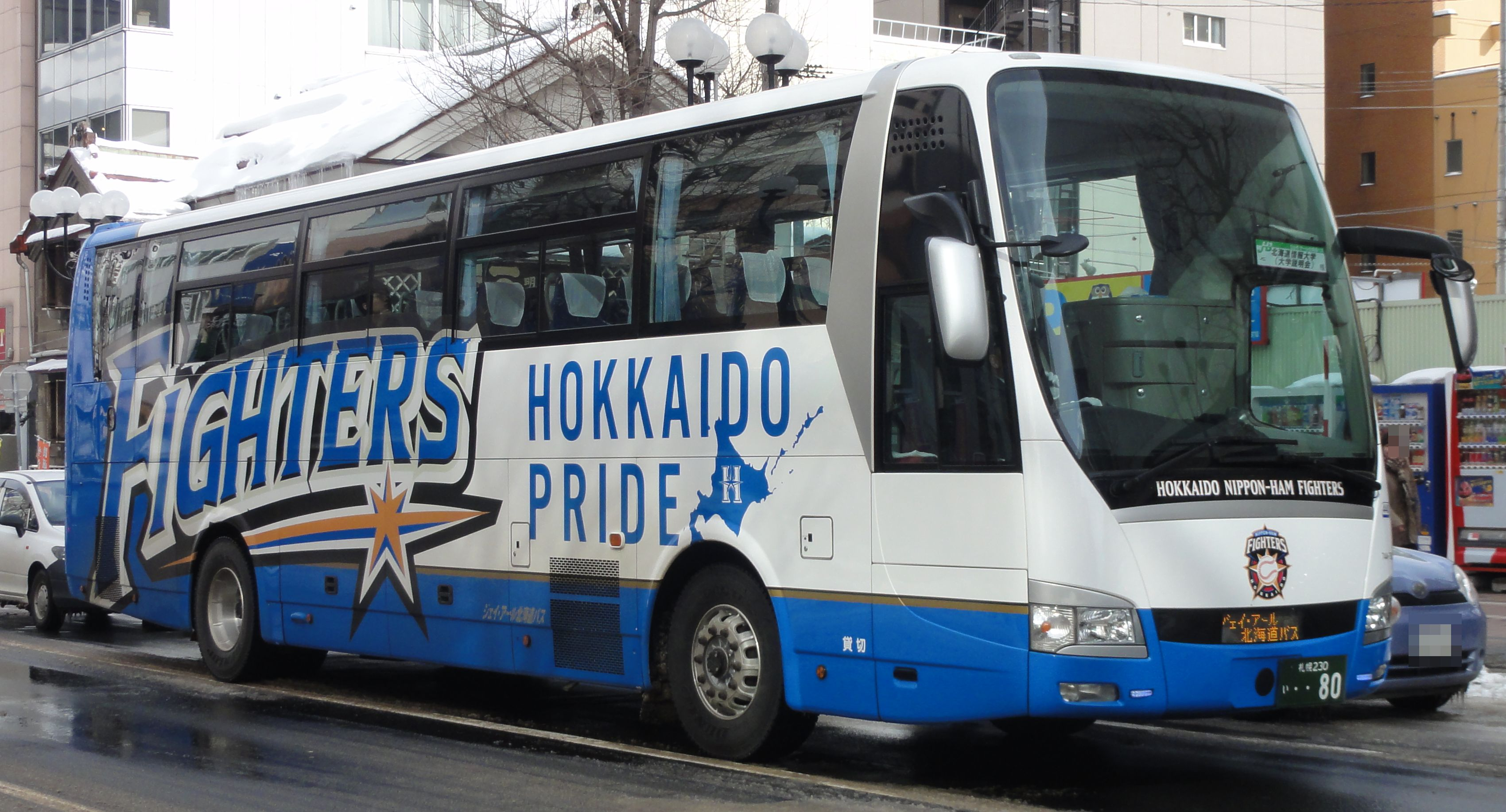
北海道日本ハムファイターズ選手輸送用 744-7952

### フロンティア号
過去の車両で特筆されるのは、1990年から1995年まで運行されたボンネットバス「フロンティア号」(434-0001・札幌22か844)である。
これは、三菱の4輪駆動トラックのシャーシに呉羽自動車工業（当時）でバス車体を架装した車両（三菱W80型・1970年式）で、当初は三菱鉱業で使用され、1976年以降は栗沢町の伊藤鉱業で炭鉱の坑内作業員輸送に使用されていたが、車検切れの状態で放置されていた。伊藤鉱業の閉山を伝える新聞報道で、放置されていたボンネットバスが紹介されていたことに着目し、JR北海道が譲り受け、活用することになった。
1989年11月8日にまず北海道三菱ふそう（当時）に搬入され、ここではエンジンとシャーシといった走り装置を整備したほか、腐食の激しかったボンネット部分は新しい部品を取り付けた。その後苗穂工場に移され、ここでは主に車体周りの修復と車内の整備を行ない、1990年4月に竣工した。塗装は1950年代の国鉄バス塗装（クリーム色と茶色）とされた。
導入後は「フロンティア号」という愛称が設定され、1990年4月28日から新札幌駅と開拓の村を結ぶ一般路線で土休日を中心に運行された。運行時には女性車掌も乗務し、乗車券も車内で発売していた。
当時としては唯一、稼動状態にある三菱製ボンネットバスであったが、部品確保の問題から1995年限りで運行を打ち切り、保存のため小樽交通記念館（当時）に寄贈された。
| 車名型式 | 三菱W80改         |
| 全長     | 8690mm            |
| 全幅     | 2480mm            |
| 全高     | 3350mm            |
| エンジン | 6DB1型（165馬力） |
| 乗車定員 | 51名              |

### 車両称号
原則として国鉄バスの附番法則をそのまま使用している。国鉄バス#車両称号を参照。